# ブギウギ (テレビドラマ)
『ブギウギ』は、2023年（令和5年）度後期放送のNHK「連続テレビ小説」第109作で、2023年10月2日から2024年3月29日に放送された日本のテレビドラマである。
戦後の「ブギの女王」と言われた笠置シヅ子をモデルとして、足立紳、櫻井剛作、主演は趣里、音楽は服部隆之が担当し、フィクションとして制作される

## 制作
2022年（令和4年）6月24日、戦後の歌手で「ブギの女王」といわれた笠置シヅ子をモデルにしたフィクションとして制作されることがNHKから発表された。脚本は足立紳、音楽は笠置の大ヒット曲「東京ブギウギ」の作曲家・服部良一の孫の服部隆之が担当する。
7月7日、歌も踊りもできるヒロインをオーディションで選出することが発表され、10月17日に2471人の応募の中から趣里が選ばれた。なお、ヒロインオーディションが行われたのは、2021年度後期の『カムカムエヴリバディ』、前々作『舞いあがれ!』と、大阪制作としては3年連続となった。
タイトルの「ブギウギ」は音楽リズムの一種で、「多くの人を明るく元気にしたい」という思いが込められている。
物語は大正の終わりから始まり、「これまでの朝ドラにはないほどの歌と踊り」が出てくるという。
NHKの帯ドラマにおいて、笠置を題材にした作品には1987年5月から6月に放送された銀河テレビ小説『わが歌ブギウギ』がある。
2023年2月2日、脚本に櫻井剛が加わることと新たな出演者第一弾が発表された。2月14日、新たな出演者第二弾が発表された。
収録は3月14日にクランクインした。ヒロイン役の趣里も同月24日にNHK大阪放送局のスタジオでクランクインし、同日に番組ロゴも公表された。
4月25日、滋賀県東近江市の百済寺でロケ撮影中、国の重要文化財に指定されている本堂の一部を破損するトラブルが発生した。本堂の濡れ縁で出演者10人がダンスの練習をするシーンのリハーサルを始めた直後に床板を支える木材が折れた、というもので、5月25日の定例記者会見でNHK大阪放送局の林理恵局長が謝罪した。
また、笠置が本作の「梅丸少女歌劇団（USK）」のモデルとされるOSK日本歌劇団の前身の劇団に所属していたこともあり、現OSKの実際の現役女優も多数出演、特に男役のスター・翼和希が第6回（第2週その1・10月9日放送）以後、USKの男役トップスターでかつ養成所の教育係の橘アオイ役で出演している。
7月18日、メインビジュアルが公開され、舞台演出は荻田浩一、歌劇音楽は甲斐正人、語りはNHK大阪放送局アナウンサーの高瀬耕造が担当すると発表した。
8月21日、主題歌を「ハッピー☆ブギ」に決定したことが発表された。
2024年（令和6年）2月10日、クランクアップ。
3月15日、次作『虎に翼』のヒロイン・伊藤沙莉とのバトンタッチセレモニーが行われた。
8月26日、公式SNSが終了し、2024年度後期放送の「おむすび」にアカウントが引き継がれた。
本作を最後に衛星波（BS・BSプレミアム4K）での土曜日の1週間分まとめ再放送（今週の連続テレビ小説）の同時放送を終了し、次作『虎に翼』からは土曜日の1週間分まとめ再放送（今週の連続テレビ小説）は独自編成に移行される。

## あらすじ

### 第1週「ワテ、歌うで！」
大正15年（1926年）の大阪市・福島。花田鈴子は歌うことが得意な少女。鈴子は友人に教えられた名門・花咲音楽学校を受験するが不合格。父親が探してきた道頓堀の梅丸少女歌劇団（USK）の入団試験を目指す。試験日を一日間違えるというトラブルを乗り越え合格。

### 第2週「笑う門には福来る」
昭和2年（1927年）、鈴子はUSKの研究生となり、厳しい稽古に励む。やがてUSK初の単独公演が決まり、鈴子も福来スズ子の芸名でデビューする。

### 第3週「桃色争議や！」
それから数年、スズ子はまだ脇役ではあったが舞台に立てていた。そんな中、世界では不況の嵐が広まっており、USKも新入生や一部部員の解雇、賃金削減などが行われていた。それをどうにかできないかと考えていた大和礼子は、人員と共にストライキを決行する。

### 第4週「ワテ、香川に行くで」
結果、大和と橘の退団により会社は条件を呑む。それから一年後、スズ子は親戚の法事で香川に。親戚の菊三郎の法事に参加していた鈴子は、不意に本当の祖父からスズ子は菊三郎の子どもであるということが打ち明けられる。

### 第5週「ほんまの家族や」
本当の母がとなりの町に住んでいることを知ったスズ子は、早速向かう。本当の母キヌから別れ際、菊三郎の形見である時計をもらい、それからしばらくして大阪に帰ることになる。その後、秋山と共に東京にスカウトされる。東京に行くまで、母との揉めごとや大和が出産後死亡するなどあったものの、無事東京に向かう。

### 第6週「バドジズってなんや？」
東京に来て数日、早速羽鳥善一のもとで稽古を開始。かなり厳しいレッスンが何日もの間続くが、梅丸楽劇団の歌い出し、ラッパと娘は大成功。

### 第7週「義理と恋とワテ」
スズ子は、松永大星から梅丸楽劇団のライバル会社である日宝に誘われる。決断を怠っていると、会社の辛島に詰められ、辛島達から逃げるついでに松永に今までの想いを打ち明ける。だが断られる。そんな状況の中、次の曲である「センチメンタル・ダイナ」を歌い上げ、またまた大成功。

### 第8週「ワテのお母ちゃん」
六郎に赤紙が届き、六郎は頭を丸める。そして、ツヤの病態は悪化し続けている。出征前、スズ子宅に六郎が、感謝を伝え旅立っていく。次の日、母が危篤状態だと打ち明けられ、1日後大阪に向かう。次の日にまた病態が悪化し、その夜にツヤは亡くなってしまう。その後、ゴンベエにはな湯を託し、梅吉と共に東京に向かう。

### 第9週「カカシみたいなワテ」
梅吉と共に東京に来た一年後、梅吉は伝蔵の屋台で酒浸りの生活を送っており、仲はあまりよろしくはなかった。そして、日中戦争も激化する中、スズ子は三尺四方から出ず歌えなどと言われてしまい、それを聞いて実行すれば客はどんどん減るばかり。そんな中、弟子入りを求む小夜がやってくる、だが翌日に下宿を追い出される。そんなことをしている間に、梅丸楽劇団は解散してしまう。そしてスズ子は、自分の楽団である「福来スズ子とその楽団」を立ち上げる。

### 第10週「大空の弟」
「福来スズ子とその楽団」は立ち上げたはいいものの、全くと言っていいほど公演依頼が来ない。そんなある日、下宿宛てに六郎が戦死したと手紙が届く。それに加え、梅吉も香川に帰ることを決意。スズ子が合同コンサートをやってのけた後に香川に旅立っていく。そして、「福来スズ子とその楽団」は地方公演に出向く。

### 第11週「ワテより十も下や」
地方公演の最中、村山興業の御曹司 村山愛助と出会う。何回か出会う内に少しずつ仲良くなっていくが、五木ひろきや東京支社の社長、坂口にも反対されてしまう。

### 第12週「あなたのスズ子」
愛助は病弱で兵役に行けない負い目があった。愛助は改めてスズ子に交際を申し込む。地方巡業を続けるスズ子は愛助と文通する。坂口は五木に金を渡して二人を別れさせようとする。五木が未亡人と駆け落ち。村山トミはスズ子を呼び出し圧力をかけるが、愛助はスズ子と結ばれる。昭和19年、空襲が激しくなる中、愛助は喀血する。

### 第13週「今がいっちゃん幸せや」
結核が再発し入院した愛助をスズ子は献身的に看病する。坂口も二人の仲を認め、退院後二人は同居する。山下達夫がマネージャーとなり、スズ子は愛助のため地方慰問を取り止める。だが防空壕で歌ったのを機にスズ子は再び慰問に行く決意をする。

### 第14週「戦争とうた」
羽鳥は上海で中国人作曲家との合同音楽会を成功させる。りつ子は特攻隊員の前で歌い、ステージの袖で一人泣く。富山の旅館で働く戦争未亡人と出会ったスズ子は、彼女を公演に誘い「大空の弟」を歌う。

### 第15週「ワテらはもう自由や」
終戦から3か月後、スズ子とりつ子は日帝劇場で復活する。楽団員たちにもスズ子以外の公演依頼が次々入る。スズ子は彼らを自由にするため楽団を解散。小夜までもが付き人をやめてしまう。

### 第16週「ワテはワテだす」
スズ子は喜劇役者タナケンこと棚橋健二の舞台に立つことになった。羽鳥の企画だったが、芝居に慣れないスズ子と棚橋の組み合わせはうまくいかない。小夜はアメリカ兵のサムとアメリカに旅立つ。スズ子は棚橋に自分らしくやると宣言。舞台は成功するが、村山興行の矢崎から愛助と結婚して家庭に入るよう言われる。

### 第17週「ほんまに離れとうない」
トミはスズ子に歌をやめて一緒に村山を支えることを望み、スズ子も引退を考えるが愛助は反対。羽鳥は新曲「ジャズカルメン」を書き下ろす。スズ子が再びやる気になった矢先、愛助の結核が再発し入院。トミは愛助を大阪に連れ戻すことにする。スズ子と愛助は箱根旅行を楽しんだあと離ればなれになる。スズ子は愛助の子を妊娠していた。

### 第18週「あんたと一緒に生きるで」
スズ子は身重の体でジャズカルメンの公演を成功させるが、愛助は病状が悪化し東京に戻れなかった。スズ子は長女の愛子を出産。大阪から愛助が亡くなったとの知らせが入る。スズ子はショックを受けるが、愛子と生きていくと決意する。

### 第19週「東京ブギウギ」
出産から3か月後、トミがスズ子を訪ね、もう一度歌ってほしいと伝える。スズ子は羽鳥に新曲を依頼。羽鳥は「東京ブギウギ」を制作する。スズ子はワンマンショーの稽古場に愛子を連れていくが、ぐずる愛子をりつ子が面倒を見てくれた。ワンマンショーは大盛況となり、スズ子は「ブギの女王」となる。

### 第20週「ワテかて必死や」
人気者になったスズ子に有楽町のパンパンの親玉・おミネが激怒して押し掛けてくる。スズ子の雑誌記事が原因だったが、スズ子は有楽町を訪ね、パンパンたちと腹を割って話す。さらに病気で寝たきりのタイ子と再会。彼女たちのためスズ子は羽鳥に新曲を依頼。「ジャングル・ブギー」におミネたちは熱狂する。

### 第21週「あなたが笑えば、私も笑う」
昭和24年（1949年）、スズ子は映画の撮影に臨むが愛子に手がかかるようになる。その上りつ子が映画出演を批判したと書き立てられる。スズ子が羽鳥に新曲を依頼したと聞いたりつ子はスズ子に謝罪し、スズ子に家政婦の大野を紹介。愛子を大野に預け「ヘイヘイブギー」が発表される。

### 第22週「あ〜しんど♪」
東京ブギウギを越えるヒットを求められるスズ子。大阪のトミの訃報が入る。羽鳥はスズ子の買い物姿をヒントに「買物ブギ」を制作。マネージャーは山下から柴本タケシに代わる。スズ子はワンマンショーに向け難曲に四苦八苦するが、タケシは頼りにならずショー当日も遅刻する始末。スズ子はタケシを許し、舞台で「買物ブギ」を披露する。

### 第23週「マミーのマミーや」
羽鳥はスズ子をアメリカ公演に誘う。スズ子は愛子を大野に預け4か月のアメリカに出発。スズ子が帰国して1年後、梅吉危篤の電報でスズ子は香川に駆けつける。梅吉の葬儀でスズ子は実母キヌと再会。スズ子は愛子に「マミーのマミーや」と説明する。

### 第24週「ものごっついええ子や」
羽鳥善一二千曲パーティーにスズ子とりつ子が出演することになる。スズ子は当日、りつ子とブギウギを歌い踊り羽鳥を喜ばせる。昭和30年（1955）6月、スズ子は愛子8歳の誕生会を開くが、愛子は他の子供と馴染めない。愛子を誘拐したと手紙が届き騒動になる。犯人は逮捕されるが、愛子が遊ぶ約束をした少年・一は犯人の息子だった。スズ子は転校する一と愛子を会わせ「二人ともええ子」と誉める。

### 第25週「ズキズキするわ」
昭和31年（1956年）雑誌は新人歌手水城アユミを取り上げ、スズ子は時代遅れと書き立てる。年末の男女歌合戦でスズ子はアユミとの共演を持ち掛けられる。アユミはUSKのピアニスト股野の娘だった。股野とアユミはラッパと娘が歌いたいとスズ子に懇願する。スズ子は躊躇うが、りつ子に発破をかけられ、羽鳥の許可を得てアユミにラッパと娘を歌わせ、スズ子は大トリでヘイヘイブギーを歌う。

### 最終・第26週「世紀のうた 心のうた」
歌合戦で燃え尽きたスズ子は羽鳥に引退したいと打ち明ける。羽鳥は反対するがりつ子になだめられる。スズ子は引退会見を開き、歌手をやめて役者になると発表する。羽鳥はスズ子を訪ね感謝を伝える。羽鳥の指揮でスズ子のさよならコンサートが開催。スズ子は羽鳥の曲を全て歌いきり歌手人生の幕を閉じる。

## 登場人物

### 主人公
福来スズ子（ふくらい スズこ）/ 花田鈴子 （はなだ すずこ）
演 - 趣里（5歳時：石川萌々花、少女時代：澤井梨丘）
本作の主人公。香川生まれの大阪育ちで、実家が営む銭湯「はな湯」の看板娘。明るい笑顔と真っ直ぐな心の持ち主で、天真爛漫な性格。双子（とされていた）の兄を3歳の時に亡くしている。
幼少のころから歌を唄うことが大好きで、実家の銭湯の利用客たちの前で歌を披露して(稀に利用客から依頼されて披露することもあった)、銭湯の看板娘として皆から可愛がられていた。
小学校卒業後の進路として、『花咲歌劇団』のスターに憧れ、入団試験に挑むが背が低いという理由で不合格。後日、父の梅吉に連れられて見に行った道頓堀の『梅丸少女歌劇団』(USK)のショーに魅了されて、USKに半ば押しかけで入団する（第6期生）。芸名の『福来スズ子』は母のツヤが「笑う門には福来る」という諺から「家族や銭湯の中だけでなく、見て来てくれるお客さんにもぎょうさん福を届けて欲しい」という願いを込めて名付ける。
脇役ながらにレビューガールとなり、橘から教育係を引き継いで、後輩を指導する。大和と共にストライキを決行して山寺に籠る。
香川の治郎丸家の法事に参列した際、自身が治郎丸菊三郎と西野キヌの娘であることを知る。
演出家の松永大星に歌唱力を買われて、スカウトされ、梅丸楽劇団（UGD）に入るために後輩の秋山美月と共に上京。作曲家の羽鳥善一のレッスンに苦労しながらもUGDの旗上げ公演で『ラッパと娘』を唄った。旗揚げ公演の後に「スイングの女王」と騒がれる。その後も『センチメンタル・ダイナ』などの曲を唄い、人気歌手となる。
ある日、母のツヤが危篤との知らせを受ける。公演を直前に控えていたため、すぐに帰省するか迷うが歌手として公演を終えてから帰る選択を取った。大阪に帰省して、ツヤと再会。彼女に自分の歌声を披露して最期を看取った。その後は東京へ梅吉と共に戻る。
戦争が激化すると梅丸楽劇団の演目や歌唱に警察から大幅な規制が掛かり、思うような公演ができなくなり客足が激減。梅丸楽劇団は解散を余儀なくされるが、それでも唄うことを諦めず、自分の楽団「福来スズ子とその楽団」を結成。歌を唄い続けて行く。しかし楽団のジャズは敵性音楽とされ、公演依頼が減少した。更に役所からの通知で六郎が戦死したことを知らされ、そのショックで思うように歌を唄えなくなってしまう。悩んだ末に羽鳥に相談した所、六郎のことを唄った新曲『大空の弟』を羽鳥から提供されて、りつ子との合同コンサートを提案される。合同コンサートでは『大空の弟』を歌唱後に泣き崩れてしまうが羽鳥の言葉で歌手としての自分を取り戻して、『ラッパと娘』を唄った。
その後は東京だけでは満足に公演ができないため、全国から公演依頼を募って地方巡業を開始する。その一つの愛知の劇場での公演の際、自身の大ファンだという大学生・村山愛助と出会う。9歳も年下の愛助のことを最初は弟のように見ていたが彼と交流を繰り返して、人柄を知っていくうちに愛助に惹かれていく。
麻里の紹介で村西医院に来院して、愛助の死亡日に愛子を出産した。『東京ブギウギ』『ジャングル・ブギー』をヒットさせた後も仕事と育児を両立して、棚橋出演の映画『タナケン福来のドタバタ夫婦喧嘩』に出演する。
トミの葬儀では愛子が成長していることを報告して、顔を見せなかったことを詫びた。アメリカ公演の話を羽鳥より打診され、悩んだ末にアメリカ行きを決意した。アメリカ出発前に「お見送りショー！」を行った後、アメリカへ旅立つ。アメリカ帰国後に世田谷の豪邸に転居した。
癌に伏せた梅吉が危篤であるとの電報を受け取り、愛子を連れて香川に帰郷。帰郷後に梅吉と懐古談を語りながら、梅吉の最後を看取った。
友達のいない愛子を気に掛けて、彼女の誕生日パーティーを開いた翌日、「愛子を誘拐されたくなかったら現金3万円を出せ」との脅迫電話を小田島から受けたが、程なくそれは高橋と柴本の活躍で解決した。解決後は小田島が愛子の友達であった一の父親であったことを知ると高橋に依頼して、一と愛子を再会させた。
数日後、丸の内テレビのプロデューサー・代々木から『第7回オールスター男女歌合戦』の大トリを務めるように打診される。20年振りに再会した股野から「娘のアユミに『ラッパと娘』を歌わせて欲しい」と懇願され、「『ラッパと娘』をアユミに唄わせてあげて下さい」と羽鳥に許可を求めた。「『ラッパと娘』を軽く扱わないで欲しい」と羽鳥から窘められるも悩んだ末に「アユミと比べられるのは怖いが、アユミが自分の歌をどう唄うのか聞きたい」と羽鳥に自分の思いを述べて、『ラッパと娘』の歌唱をアユミに許可した。『第7回オールスター男女歌合戦』では愛子のために『ヘイヘイブギー』を唄うと決心した。
歌合戦出場後に羽鳥と歩んで来た日々を回想しながら歌手引退を決意。羽鳥に引退を告げると「君が今まで唄って来た数々の歌を葬り去ることになる」と反対され「君が歌手を引退するなら、僕は君と絶縁する」と言い放たれる。羽鳥とはそれ以降会わずに引退会見を行い、「今までのようなパフォーマンスが出来なくなった。自分が一番輝いていた時をそのまま残して、自分自身の手で汚したくない」と引退理由を記者たちの前で述べた。
歌手引退会見を行ったことを羽鳥に報告するために羽鳥家へ出掛けようとした所を花田家に羽鳥が来訪。二人で話し合った末に歌手引退を正式に宣言して、羽鳥に感謝の言葉を述べた。引退コンサートを羽鳥と共に開催して、今までの感謝の思いを観客に伝えた。最後にバラード調の『東京ブギウギ』を唄い、歌手活動に終止符を打った。
「ブギの女王」と呼ばれた笠置シヅ子がモデル。

### 花田家
花田梅吉（はなだ うめきち）
演 - 柳葉敏郎
スズ子の養父。香川出身。大阪の下町・福島で銭湯「はな湯」を営む。道楽者で情に脆い。映画と芝居、酒と美味しい物が大好き。ツヤには頭が上がらない。「はな湯」は大阪府大阪市此花区福島九丁目七（架空の番地）にある。
香川にいたころは役者志望で家を出る。その後映画の脚本家を目指すが、作品は全く採用されず、銭湯の開業をツヤに言い出し、銭湯を経営することになる。脚本は書いてるが未だ採用されてない。
スズ子の歌手になりたい夢を誰よりも応援している。スズ子が『花咲少女歌劇団』の不合格になってしまった際は『梅丸少女歌劇団』をスズ子と一緒に観に行き、スズ子に入団試験を受ける気持ちにさせる。スズ子が『梅丸少女歌劇団』の方が向いていることを見抜いていた。
東京の梅丸楽劇団にスカウトされたスズ子から東京に行きたいと告げられた時は大賛成して、「縁が切れるわけではない」と猛反対するツヤを説得した。
ツヤの亡き後は「はな湯」を従業員のゴンベエに託して、スズ子と共に東京へ行くことになった。
上京後、ツヤが亡くなった寂しさから毎晩伝蔵の店で酔いつぶれるようになり、スズ子に弟子にと願い出た小林小夜と酒を飲み酔った勢いで「六郎の嫁にする」と言い出したことなどから一時期スズ子と険悪になるも、ある時スズ子の陰口を聞いて憤慨し喧嘩になり、警察沙汰になる。その後はスズ子と一緒に飲みながら、生前のツヤとの思い出を語り合い「天国にいるツヤのために聴かせて欲しい」と頼んだ。
香川で繊維工場をやっている幼馴染から手伝って欲しいという手紙をもらい、やり直す気持ちで香川に帰ることを決める。香川では繊維工場で働く傍ら、自分が経営した写真館は繁盛していた。しかし癌に伏せたことをきっかけに写真館を畳んだ。
数年後、癌で闘病している自分が危篤になっているという電報がスズ子の元に届いた。香川に帰ったスズ子たちは医者から梅吉は今夜が山だと聞かされた。一夜にスズ子と懐古談を語りながら、『東京ブギウギ』の替え歌『父ちゃんブギ』をデュエットした後に息を引き取った。
花田ツヤ（はなだ ツヤ）
演 - 水川あさみ
スズ子の養母。香川出身。いつも番台に座っており、梅吉と共に銭湯「はな湯」を切り盛りしている しっかり者。道楽者である梅吉をよく叱咤している。「義理と人情」を大切にしており、子供たちのことを第一に考えている。
香川で梅吉が家を出た時に一緒に付いて行く。帰省時に友人の西野キヌが身重の状態で途方に暮れていた所を助けて、彼女が出産したスズ子を引き取り、実の娘のように育てて来たが真実は胸の奥に秘めていた。香川の法事から帰宅したスズ子が出生の真実を知ってしまったのではないかと懸念している。
東京の梅丸楽劇団にスカウトされたスズ子から東京に行きたいと告げられ、最初は梅吉とは対照的に「行ったら、このまま帰ってこないのでは」という不安から猛反対したが梅吉の説得で最終的にスズ子の強い意志を受け入れ、笑顔で送り出した。
スズ子が上京した辺りから体調を崩していたが危篤状態となり、舞台を終えたスズ子が駆け付けた後に息を引き取った。
花田六郎（はなだ ろくろう）
演 - 黒崎煌代（子供時代：又野暁仁）
スズ子の3歳年下の義弟で、花田家の次男。「はな湯」をツヤと共に手伝っており、亀をペットとして可愛がっている。
幼少のころから、自分とスズ子が実の姉弟ではないのではないかと疑っていた。それは事実であり、スズ子と共に香川に行った際に真実を知った。「香川での出来ごとは秘密にする」という約束をスズ子と交わした。
スズ子が上京して数年後に赤紙が届き、梅吉やはな湯の常連客たちに万歳三唱で見送られ、東京にいるスズ子に会いに行ってから出征した。昭和16年（1941年）6月22日、戦死。
花田愛子（はなだ あいこ）
演 - このか（0歳時：長谷川杏和、中尾琉愛、加地湊、井上陽奏、2 - 4歳時：小野美音）
スズ子と愛助の娘。1947年6月生まれ。スズ子を「マミー」と呼んでいる。スズ子と同様に日常会話は大阪弁を話す。自宅の障子を傷つけるというお転婆な一面もあり、人参が苦手。
出産直後から、スズ子に仕事現場へ度々連れて行かれた。映画『タナケン福来のドタバタ夫婦喧嘩』の撮影中、頭に怪我を負ってしまう。スズ子からアメリカ公演に行くことを告げると「行ったら嫌や」と悲しんでいた。
スズ子がアメリカ公演を行っている間に世田谷の豪邸へ家政婦の大野と共に転居した。
数年後、誕生日パーティーでは誰とも遊ばずに一人ぼっちになっていた。ある日、小田島から彼女への誘拐の脅迫状を受けるが自宅の門の前で脅迫状を捨てた。小田島の息子・一と下校途中に出会い、遊ぶ約束を交わしていた。小田島の逮捕で、一との遊ぶ約束を破って落胆した時は「一君が居らん様になったのはマミーのせいや」とスズ子を責めた。その後はスズ子と高橋の計らいで、一と遊ぶ約束を果たす。
数日後、スズ子に足の速い転校生に競走で勝てそうにないと愚痴を溢した。スズ子から歌手引退を告げられると「マミーの歌が聴けなくなることは寂しいが、そんなに嫌なら辞めてもいい」と助言し、引退を後押しした。スズ子の引退コンサートを大野と共に観客席から見届けた。

### 村山興業
村山愛助（むらやま あいすけ）
演 - 水上恒司
村山興業の御曹司で、スズ子の内縁の夫となった男性。元社員の山下と東京支社長の坂口からは「坊（ぼん）」と呼ばれている。
大学生でスズ子より9歳年下。下宿は、東京市淀橋区下落合五丁目十二番十九號（架空の番地）にある。スズ子の大ファンで彼女が愛知で公演を行った際に興行主に連れられて、スズ子と初めて対面する。スズ子は愛助のことを弟のように見ていたがお互いに惹かれ合い、様々な逆境を二人で乗り越えて、スズ子の人生に大きな影響を与える。
体が弱く、結核の持病があるため、戦時中は兵役を免除されていた。終戦後は大学を卒業して、村山興業に入社。坂口の下で働いていたが病状が悪化して、母の命令でスズ子を東京に残して大阪に帰郷。スズ子の妊娠を手紙で知って喜ぶも娘の顔を見ることなく帰らぬ人となった。
母の反対により、スズ子と正式に結婚することは叶わなかったが病床からスズ子に手紙と預金通帳を送り、生まれる予定の娘に「愛子」と命名した。
村山トミ（むらやま トミ）
演 - 小雪
村山興業の社長で愛助の母で、愛子の父方の祖母。先代の社長であった夫を亡くした後、村山興業を女手一つで日本を代表する興行会社に成長させた関西の女傑。トミの住所は、大阪市南区長斎橋三丁目十番（架空の町域）。
スズ子が歌手を辞めることを条件に愛助との結婚を認めるも愛助とスズ子が条件に従わなかったため、反対し続けた。愛助の死後はスズ子と同様に孫の愛子を可愛がり、愛子を一度は引き取りたいと希望したが、スズ子からは断られながらも「逆に困った時には力を貸して欲しい」と依頼されると快く引き受けることを約束した。しかし数年後に愛助と同じく、結核で亡くなったことがスズ子に伝えられた。生前は「結核を患ったことを社外に漏らさないように」と坂口に厳しく伝えていた。
スズ子との約束を終生まで守って、スズ子たちの前には自ら姿を現さず、孫であり愛助の忘形見である愛子に会わなかった彼女の強い決意に感銘を受けたスズ子は葬儀の席で愛子に焼香させることにより、再会を果たさせた。
坂口（さかぐち）
演 - 黒田有（メッセンジャー）
村山興業の東京支社長。強面だが情に脆い。会社の跡取りである愛助が歌手のスズ子と二人で会っていることを快く思っておらず、愛助にスズ子と会うのを止めるように忠告するが、スズ子が愛助が病気の時も寝ずの看病をしている姿を見たことで認め、スズ子に横柄な態度を取ったことを謝罪してからは2人の理解者として、スズ子と愛助の交際を認めるようにトミに懇願した。以後はスズ子と愛助の交際を見守り、サポートして来た。トミの葬儀でスズ子と懐古談を語った。
最終回で専務に昇進したことが判明した。スズ子の引退コンサートには山下と共に楽屋に駆け付けた。
山下達夫（やました たつお）
演 - 近藤芳正
村山興業の元社員で多忙なトミに代わって、子供のころの愛助の世話をしていた。愛助からは「爺（じい）」と呼ばれている。
村山興業を退社した後は「福来スズ子とその楽団」のマネージャーとして活動していたが、楽団の解散後はスズ子の専属マネージャーとなった。坂口と共にスズ子と愛助の交際を見守り、サポートして来た。スズ子が愛子を仕事現場へ連れて行くようになってからは仕事の傍、愛子の世話もしていた。トミの死後は「スズ子と自分を繋いでくれた愛助とトミが亡くなったことで心の糸が切れた」という理由でマネージャーを辞めたいとスズ子に申し出た。後任のマネージャーとして、甥の柴本を連れて来た。
スズ子の引退コンサートには坂口と共に楽屋に駆け付けた。
矢崎（やざき）
演 - 三浦誠己
村山興業の社長秘書室長。トミの秘書でトミと同じく、愛助とスズ子の結婚に反対し続けた。病床の愛助から手紙と預金通帳を受け取り、スズ子に渡した。トミの葬儀では「生前のトミはスズ子の映画や音楽での活躍を楽しんでいた」とスズ子に伝えた。

### 大阪の人々

#### 梅丸少女歌劇団（USK）
笠置が所属していた大阪松竹少女歌劇団（現OSK日本歌劇団）がモデル。モットーは「強く、逞しく、泥臭く、艶やかに」。USKが公演をする梅丸劇場は道頓堀にある。研究生が稽古、教育を受ける梅丸少女歌劇団養成所がある。親会社は歌舞伎や映画など幅広く手がける日本随一の興行会社の梅丸。梅丸少女歌劇団養成所は、大阪市南区北寶町六丁目二番地（架空の町域）にある。
橘アオイ（たちばな アオイ）/ 橘京子（たちばな きょうこ）
演 - 翼和希
スズ子の先輩。USKの第1期生で男役トップスター。迫力ある力強い踊りが得意。研究生の教育係となり、鈴子たちを指導する。
同期の大和礼子によると入団当初は劣等生だったが人一倍努力して、トップスターの座に上り詰めた経歴を持ち、USKを愛する気持ちは誰よりも強い。鈴子たちには厳しい姿勢で指導するが、その中でも「舞台は全員で作り上げるものだ」と説いたり、鈴子が風邪でダウンした際には白川幸子と桜庭辰美に「花田の悔しさを忘れるな」と声を掛けるなど、新人を含む団員達の結束を大切にする姿勢を見せている。定期入れには林部長が買ったばかりのカメラで撮ってくれたUSK 1期生の同期4人が一緒に写った写真を入れている。
大和がストライキを起こそうとした時はそれが成功するか失敗するかに関係なく、大和がUSKにいられなくなることを懸念して、ストライキに猛反対した。大和がストライキを決行した後は梅丸劇場に残り、劇場に押し掛けて来た客の対応に当たった。ストライキ終了後は責任を取り、USKを大和と共に退団した。
大和が亡くなった時はお別れの会に参列して、大和の両親にお礼を述べて涙ぐむスズ子に肩を添えて慰めた。
スズ子の引退コンサートを観客席から観覧した。本名の「京子」は最終回のクレジットに表記された。
大和礼子（やまと れいこ）
演 - 蒼井優（少女時代：山下桐里）
スズ子の先輩。USKの第1期生で娘役トップスター。スズ子にとって憧れの先輩であり、スズ子は彼女から踊りや歌における大切な精神を受け継いでいく。「お客様は一時でも現実を忘れたくて劇場に来る」「だから私たちは劇の中で一瞬でもお客様に現実を見せてはいけない」という信念を持ち、鈴子にも「自分はなぜ踊るのか」の理由を自分で見付けるよう諭している。
昭和恐慌の影響を受けて、会社が人員と給与の削減を行うと会社に嘆願書を提出して、会社との交渉に臨むが失敗。猛反対する橘を押し切り、スズ子たちと共に山寺に立て籠もって、ストライキを決行する（桃色争議）。ストライキの最中、山寺にやって来たUSKの専属ピアニスト・股野に告白されたが、そこでは返事を保留した。ストライキ終了後は責任を取り、USKを橘と共に退団した。
退団から3年後に股野義夫と結婚して、アユミを妊娠。踊りとピアノの教室を開くが出産後、腎臓の病が悪化して他界した。舞台の夢を叶えるために実家から勘当された過去があり、父親とは最後まで和解することは叶わなかった。
リリー白川（リリー しらかわ）/ 白川幸子（しらかわ さちこ）
演 - 清水くるみ（少女時代：小南希良梨）
スズ子の同期（第6期生）で、仲良し同期3人組の一人。娘役。大きな乾物屋を営む裕福な家庭の娘で父親からはUSK入団を反対されて、女学校へ行くように言われていたが、その反対を押し切って入団した。幼少のころからバレエを習っていたため、スズ子ら他の同期たちよりも素地はあり、楽天家で器用さを持ち合わせている。お嬢様育ちのせいか雑用が苦手で、入団当初は面倒なことをすぐ他人に頼ろうとする甘い所があり、ギスギスした雰囲気で一人だけ雑用をさっさと終わらせて帰る桜庭辰美とは折り合いが悪かった。芸名の由来は「外国人になりたい、グレタ・ガルボみたいな顔になりたい」ということで名付けた。数年後には秋山と並ぶトップスターとして活躍している。
後述の秋山美月の話によれば、戦後は酒造会社の御曹司と結婚して寿退職したとのこと。
スズ子の引退コンサートに桜庭や秋山と共に楽屋まで駆け付けた。
桜庭和希（さくらば かずき）/ 桜庭辰美（さくらば たつみ）
演 - 片山友希（少女時代：木村湖音）
スズ子の同期（第6期生）で、仲良し同期3人組の一人。男役で、3人の中では最も長身。不器用だが、頑張り屋で真面目な性格。畳屋を営む貧しい家庭の娘で、家族を楽にさせたい一心でUSKに入団した。第10回の初舞台では家族全員が応援に来ており、弟と妹が少なくとも3人いることが確認できる。
家業の手伝いとUSKの稽古を両立しており、その疲労からか入団当初は余裕がなくギスギスしていて、稽古中にうたた寝をしてしまったり、同期の鈴子や白川幸子とは折り合いが悪く、お嬢様育ちの白川とはよく対立していた。芸名の由来は「男に生まれていたら和希いう名前が良かった」ということで名付けた。入団から数年経ってからは同じ男役で後輩の秋山に実力で抜かれ、退団を考えるほどの悩みを抱えていた。梅丸の賃金人員削減策や母親が病気で家業の畳屋を手伝えないこともあり退団した。退団後は実家の畳屋で父親の手伝いをしている。桃色争議の解決後に復帰する。
秋山の話によれば、母親を空襲で亡くしたことで実家の畳屋の仕事を本格的に手伝わなければならなくなり、USKを再び退団した。
スズ子の引退コンサートにリリーや秋山と共に楽屋まで駆け付けた。
秋山美月（あきやま みつき）
演 - 伊原六花
スズ子の後輩。花咲歌劇団から移籍してきた実力派で、タップダンスの名手。大和と橘の退団後は男役トップスターとなっている。理想が高く、ショーの質を高めるためには相手が先輩でも物怖じせずに意見する。
演出家の松永大星にダンスの技術を買われて、スカウトされた。梅丸楽劇団（UGD）に入るためにスズ子と共に上京。男女の体力差を痛感しながらもUGDの旗揚げ公演を中山史郎と共にメインのダンサーとして演じた。旗揚げ公演から1年後、人気者となる。中山からのプロポーズを断り、大阪に帰って男役を続けることを決める。
その後は無事終戦を迎え、スズ子に彼女の同期たちの近況を報告している。なお、リリーの退団により、スズ子がUSKにいた時代から所属している団員は彼女のみとなった。
スズ子の引退コンサートにリリーや桜庭と共に楽屋まで駆け付けた。
股野義夫（またの よしお）
演 - 森永悠希
USKの専属ピアニスト。スズ子たちの練習ではいつも伴奏をしている。気弱で少し後ろ向きな性格。大和に密かに思いを寄せており、橘の激励を受けて、ストライキで山寺に立て籠もっていた大和の下を訪ねて、想いを告白した。
大和の退団後に泣き落としのようなプロポーズで大和と結婚。踊りとピアノの教室を二人で開く。一児を授かったが出産後に大和と死別した。
20年後、娘の水城アユミのマネージャーとして、丸の内テレビのロビーでスズ子と再会。その後は喫茶店で「アユミに『ラッパと娘』を歌わせて欲しい」とスズ子に懇願する。スズ子の引退コンサートをアユミと共に観覧した。
林嶽男（はやし たけお）
演 - 橋本じゅん
USKの音楽部長で、歌劇団の現場責任者。優しく面倒見が良い性格。スッポンの血を飲んで、若さと活力を保っている。日付を間違えて入団試験の翌日に試験を受けに来た鈴子に対して、歌唱を一曲だけ許し、彼女の歌唱力を評価して鈴子の入団を認めた。その一方で、入団後は白川と桜庭が対立して大喧嘩をしている様子を見てもあえて止めずに放置したり、鈴子たち三人の初舞台が決まった際は「デビューできるのは一人だけ」と言って、三人の競争心に火を付けて、三人を必死に努力させて短期間での大幅な成長に繋げるなど、ただ優しいだけではない一面を見せる。スズ子に対しては他の団員より思い入れがあるらしく、研究生時代から「鈴子（スズ子）」と呼んでいる。
彼も無事終戦を迎え、「新しい音楽を取り入れようと考えている」とのこと。
スズ子の引退コンサートにリリー、桜庭、秋山と共に楽屋まで駆け付けた。
大熊熊五郎（おおくま くまごろう）
演 - 升毅
USKの親会社である日本随一の興行会社・梅丸の社長。歌舞伎や映画などの興行を幅広く手掛け、金勘定に厳しい経営者だが芸事を愛しており、涙もろい。
昭和恐慌の影響を受けて、会社の経営が厳しくなった際は梅丸少女歌劇団の人員と給与の削減を断行するが、これに反対して待遇改善などを訴えて、ストライキを起こした大和たちの要求を当初は拒否するが、大和の退団を条件に要求を受け入れた。
バレエの先生
演 - カテリーナ・エフチコーワ
USKのバレエ講師。大和が少女のころから彼女にバレエを教えており、大熊と知り合いだった縁から大和がUSKに入団することとなる。
事務員
演 - 土方兄弟ヒロキ、土方兄弟あにやん
梅丸少女歌劇団の事務員。
梅丸社員
演 - 浅雛拓
ストライキの際、スズ子に一時金を支給して争議団から切り離そうとした。

1期生の劇団員
演 - 琴海沙羅、紫咲心那
スズ子の先輩でUSKの第1期生。娘役。大和と橘の同期であり、橘が大切に持っている入団当初の写真には4人が一緒に写っている。
花園都（はなぞの みやこ）
演 - 華月奏
スズ子の先輩でUSKの第2期生。男役。「四季の宴 〜めぐりめぐる〜」で赤の衣装で出演。
千早楓（ちはや かえで）
演 - 知颯かなで
スズ子の先輩でUSKの第2期生。男役。
城崎りん（しろさき りん）
演 - 城月れい
スズ子の先輩でUSKの第2期生。娘役。「四季の宴 〜めぐりめぐる〜」でピンクの衣装で出演。1933年時点では既に退団している。
美山百恵（みやま ももえ）
演 - 実花もも
スズ子の先輩でUSKの第2期生。娘役。梅丸劇場前で公演中止の対応をする。
京町涼子（きょうまち りょうこ）
演 - 京我りく
スズ子の先輩でUSKの第3期生。男役。大和と共にストライキで山寺に籠る。
有馬瀧江（ありま たきえ）
演 - 瀧登有真
スズ子の先輩でUSKの第3期生。男役。
羽川舞（はねかわ まい）
演 - 羽那舞
スズ子の先輩でUSKの第3期生。娘役。
山咲夢子（やまさき ゆめこ）
演 - 紫咲心那
スズ子の先輩でUSKの第3期生。娘役。大和と共にストライキで山寺に籠る。
冬月琴音（ふゆつき ことね）
演 - 琴海沙羅
スズ子の先輩でUSKの第3期生。娘役。大和と共にストライキで山寺に籠る。桜庭に刷毛を頼む。
大空澄子（おおぞら すみこ）
演 - 空良玲澄
スズ子の先輩。男役。大和と共にストライキで山寺に籠る。
葵つばさ（あおい つばさ）
演 - 碧輝来
スズ子の先輩。男役。大和と共にストライキで山寺に籠る。
水木紗江（みずき さえ）
演 - 水葉紗衣
スズ子の先輩。娘役。1933年時点では既に退団している。
音羽あかり（おとわ あかり）
演 - 璃音あかり
スズ子の先輩。娘役。
織田ひな子（おだ ひなこ）
演 - 真織ひな
スズ子の先輩。娘役。大和と共にストライキで山寺に籠る。
丘桜子（おか さくらこ）
演 - 美丘さくら
スズ子の先輩。娘役。
桜木薫（さくらぎ かおる）
演 - 桜乃ひとみ
スズ子の先輩。娘役。先輩の準備の様子を見学している研究生の鈴子に「ちょっと新人！」と注意する。
珠木かな子（たまき かなこ）
演 - 珠凜かのん
スズ子の先輩。娘役。
宮田愛子（みやた あいこ）
演 - 妃乃愛
スズ子の先輩。娘役。
一ノ瀬ユウ（いちのせ ユウ）
演 - 壱弥ゆう
スズ子の一期後輩でUSKの第7期生。男役。大和と共にストライキで山寺に籠る。
椿山リョウ（つばきやま リョウ）
演 - 椿りょう
スズ子の一期後輩でUSKの第7期生。男役。
清木場純（きよきば じゅん）
演 - せいら純翔
スズ子の一期後輩でUSKの第7期生。男役。梅丸劇場前で公演中止の対応をする。
金城ありさ（きんじょう ありさ）
演 - 唯城ありす
スズ子の後輩。娘役。稽古後に秋山から注意を受ける。大和と共にストライキで山寺に籠る。山寺へ行く際に幟旗を持つ。
花乃こずえ（はなの こずえ）
演 - 花うらら
スズ子の後輩。娘役。
伊吹圭（いぶき けい）
演 - 依吹圭夏
スズ子の後輩。男役。
星輝美（ほし てるみ）
演 - 南星杜有
スズ子の後輩。男役。
木ノ葉みどり（このは みどり）
演 - 舞音ことは
スズ子の後輩。娘役。大和と共にストライキで山寺に籠る。
琴吹あきら（ことぶき あきら）
演 - 凰寿旭
スズ子の後輩。男役。
華いろは（はな いろは）
演 - 華蓮いろは
スズ子の後輩。娘役。
日野ひより（ひの ひより）
演 - ひより芽依
スズ子の後輩。娘役。
里見優子（さとみ ゆうこ）
演 - 穴見結椛
スズ子の同期入所の研究生。厳しい稽古についていけずに、入所から1か月経たないうちに退団してしまう。
退団した4人の研究生の中では最後まで残っていた。
尾藤（びとう） / 松本結（まつもと ゆい） / 森下（もりした）
演 - 尾藤彩桜 / 松本夕依 / 森下璃
スズ子の同期入所の研究生。厳しい稽古についていけずに、入所から1か月経たないうちに退団してしまう。
荒井照子（あらい てるこ） / 小森千代（こもり ちよ） / 南洋子（みなみ ようこ）
演 - 丸山凛桜 / 奥野此美 / 池田杏琉
スズ子の後輩で昭和8年（1933年）時点での新入所の研究生。賃金人員削減策により全員解雇されるが、桃色争議後に復帰する。

##### 劇団員名簿
| 入団時期       | 芸名         | 役柄 | 演者                    |
| -------------- | ------------ | ---- | ----------------------- |
| 1922年 第1期生 | 橘アオイ     | 男役 | 翼和希                  |
| 1922年 第1期生 | 大和礼子     | 娘役 | 蒼井優                  |
| 1922年 第1期生 | 琴海沙羅     | 娘役 |                         |
| 1922年 第1期生 | 紫咲心那     | 娘役 |                         |
| 1923年 第2期生 | 花園都       | 男役 | 華月奏                  |
| 1923年 第2期生 | 千早楓       | 男役 | 知颯かなで              |
| 1923年 第2期生 | 城崎りん     | 娘役 | 城月れい                |
| 1923年 第2期生 | 美山百恵     | 娘役 | 実花もも                |
| 1924年 第3期生 | 京町涼子     | 男役 | 京我りく                |
| 1924年 第3期生 | 有馬瀧江     | 男役 | 瀧登有真                |
| 1924年 第3期生 | 羽川舞       | 娘役 | 羽那舞                  |
| 1924年 第3期生 | 山咲夢子     | 娘役 | 紫咲心那                |
| 1924年 第3期生 | 冬月琴音     | 娘役 | 琴海沙羅                |
|                | 大空澄子     | 男役 | 空良玲澄                |
|                | 葵つばさ     | 男役 | 碧輝来                  |
|                | 水木紗江     | 娘役 | 水葉紗衣                |
|                | 音羽あかり   | 娘役 | 璃音あかり              |
|                | 織田ひな子   | 娘役 | 真織ひな                |
|                | 丘桜子       | 娘役 | 美丘さくら              |
|                | 桜木薫       | 娘役 | 桜乃ひとみ              |
|                | 珠木かな子   | 娘役 | 珠凜かのん              |
|                | 宮田愛子     | 娘役 | 妃乃愛                  |
| 1927年 第6期生 | 桜庭和希     | 男役 | 木村湖音 → 片山友希     |
| 1927年 第6期生 | リリー白川   | 娘役 | 小南希良梨 → 清水くるみ |
| 1927年 第6期生 | 福来スズ子   | 娘役 | 澤井梨丘 → 趣里         |
| 1927年 第6期生 | 里見優子     | 退団 | 穴見結椛                |
| 1927年 第6期生 | 尾藤         | 退団 | 尾藤彩桜                |
| 1927年 第6期生 | 松本結       | 退団 | 松本夕依                |
| 1927年 第6期生 | 森下         | 退団 | 森下璃                  |
| 1928年 第7期生 | 一ノ瀬ユウ   | 男役 | 壱弥ゆう                |
| 1928年 第7期生 | 椿山リョウ   | 男役 | 椿りょう                |
| 1928年 第7期生 | 清木場純     | 男役 | せいら純翔              |
| 移籍           | 秋山美月     | 男役 | 伊原六花                |
|                | 金城ありさ   | 娘役 | 唯城ありす              |
|                | 花乃こずえ   | 娘役 | 花うらら                |
|                | 伊吹圭       | 男役 | 依吹圭夏                |
|                | 星輝美       | 男役 | 南星杜有                |
|                | 木ノ葉みどり | 娘役 | 舞音ことは              |
|                | 琴吹あきら   | 男役 | 凰寿旭                  |
|                | 華いろは     | 娘役 | 華蓮いろは              |
|                | 日野ひより   | 娘役 | ひより芽依              |
| 1933年         | 荒井照子     |      | 丸山凛桜                |
| 1933年         | 小森千代     |      | 奥野此美                |
| 1933年         | 南洋子       |      | 池田杏琉                |

#### 銭湯「はな湯」の関係者
易者
演 - なだぎ武
常連客。職業は占い師。「はな湯」がある商店街で占いをしているが、スズ子からは「この占いは当たらないで有名」と言われている。
アホのおっちゃん
演 - 岡部たかし
常連客。大工仕事が得意だが、いつも薄汚い格好をしており、よく酒に酔っている。
「義理と人情」により、銭湯をいつも無料で利用している。実は梅吉たちが銭湯「はな湯」を開業した際の客の第一号である。入浴させて貰った お礼に「はな湯」の屋根の上にある「ゆ」の字の看板を作った。
スズ子が神戸での楽団の巡業後に、はな湯に立ち寄った際はアサと結婚していた。最初の金属の看板は「戦時のために弾を作る」という理由で回収されたため、「ツヤさんのはな湯」の看板を木で新たに作る。
熱々先生（あつあつせんせい）
演 - 妹尾和夫
常連客。花田家のかかりつけの医者。いつも「熱々や。身体を冷やしたらあかん」と言うため、「熱々先生」と呼ばれている。
子供時代のスズ子が風邪で倒れた時は「百日咳」と診断して周囲を心配させるが数日後に誤診と分かり、梅吉から「ヤブ医者」と批判された。ツヤが体調を崩した際は知り合いの医者を紹介して診断して貰う。
スズ子が神戸での楽団の巡業後に、はな湯に立ち寄った際は故人となっていた。
アサ
演 - 楠見薫
常連客。銭湯の客相手に、銭湯の休憩スペースであん摩の仕事をしている。
息子がいて、1940年時点では出征している。
スズ子が神戸での楽団の巡業後にはな湯に立ち寄った際には、アホのおっちゃんと結婚していて、年齢は60歳。
キヨ
演 - 三谷昌登
常連客。八百屋「八百清」を営んでいる。結婚相手を探すために、お見合いを何度も繰り返している。姉がいるらしい。
スズ子が神戸での楽団の巡業後にはな湯に立ち寄った際も独身。
ゴンベエ / 伊福部玉五郎（いふくべ たまごろう）
演 - 宇野祥平
「はな湯」の住み込みの従業員。口数は少ないが、頼りになる優しい男。道頓堀に飛び込んだ所を梅吉に助けられ、「はな湯」で働くことになる。自分を助け、雇ってくれた梅吉たちに恩義を感じている。川に飛び込んだ以前の記憶がない。
その素性は船場の大きな呉服屋の若旦那・伊福部玉五郎。亡くなった父親から店を継いだ後、多額の借金を作って店が傾いてしまったことで道頓堀に飛び込んだ。「はな湯」を訪ねてきた三沢光子によって素性が明らかとなった。
三沢からのプロポーズを受け入れて、彼女と共に「はな湯」の経営を引き継いだ。
スズ子が神戸での楽団の巡業後に、はな湯に立ち寄った際は赤ちゃんを抱っこしている。
三沢光子（みさわ みつこ） → 伊福部光子（いふくべ みつこ）
演 - 本上まなみ
神戸の旅館で女中として働いている女性。呉服屋の若旦那だった伊福部玉五郎（ゴンベエ）のことを慕っていて、彼がどこかの川に飛び込んだという噂を聞いてからは彼を探していた。たまたま働いた旅館でツヤが描いたゴンベエの尋ね人の貼り紙を見て「はな湯」を訪ね、玉五郎と再会。彼にプロポーズして、「はな湯」の経営を玉五郎と共に引き継ぐこととなる。玉五郎を「玉さん」と呼ぶ。
スズ子が神戸での楽団の巡業後に、はな湯に立ち寄った際は赤ちゃんが生まれている。

#### 鈴子の小学校の関係の人々
タイ子（タイこ）
演 - 藤間爽子（少女時代：清水胡桃）
鈴子の幼なじみ。芸者の娘。鈴子とは小学校の同級生で、転校して来た鈴子に最初に話し掛けたことがきっかけで、一番の仲良しとなる。小学校卒業の直前、鈴子に花咲歌劇団のことを話し、鈴子が芸の道に進む最初のきっかけを与えた。
男子たちからは「妾の娘」と蔑まれながらも父の援助で女学校に進学したが、進路が分かれた後もスズ子の良き相談相手となっている。スズ子の初舞台に母の海子と一緒にスズ子を応援しに来た。成人後は母と同じ芸者の道へ進んでいる。芸者になってから東京の人の子供を身籠り、東京へ行った。数年後、夫を戦争で失い、戦争未亡人として達彦と二人で貧しく暮らしている。
栄養不足による脚気で長らく寝た切りとなり、自分と違い、歌手や俳優として成功している鈴子にコンプレックスを抱いていたが、事情を知った鈴子の感謝を込めた説得で和解。鈴子により医師の診断を受けることができ、回復に向かう。
完治後は達彦の将来を考え、大阪の父親の下へ帰郷し、父親の経営する旅館に女中として働くことを決意。鈴子に感謝の言葉を述べて大阪へ旅立った。
スズ子の引退コンサートを見届けなかったが、楽屋に手紙を送った。
達彦（たつひこ）
演 - 蒼昴
スズ子が街中で出会った靴磨きの少年。スズ子に靴磨きをするが、代金をぼったくる。タイ子の息子であることが明かされた。タイ子と共に大阪へと旅立つ。
海子（うみこ）
演 - 八田麻住
タイ子の母で、芸者。鈴子の両親とも親しく、子供時代の鈴子に日本舞踊を教えていた。
タイ子の話によれば、空襲で亡くなったという。
田山（たやま）先生
演 - 大塚宣幸
鈴子のクラスの担任。絵を描くのが上手で、歌手になって歌を唄う鈴子の姿を描いた。この絵は鈴子が大人になった後も花田家に飾られている。
松岡（まつおか）
演 - 湯田大夢
鈴子のクラスメイト。タイ子が学校で失禁した時に慰めて以来、彼女から好意を抱かれるようになる。
月山睦実（つきやま むつみ） / 中田総司（なかた そうじ） / 石川清志（いしかわ きよし）
演 - 中山睦月 / 田中想 / 石坂大志
鈴子のクラスメイト。松岡の友人。タイ子を「芸者の子」「妾の子」と言って、からかう。

#### 大阪のその他の人々
ハット
演 - 福徳秀介（ジャルジャル）
USKの団員たちがよく利用する道頓堀の洋食屋「フクロウ」の配膳係。仕事をしながら、スズ子たちともよく会話をしている。
第11週で、コックと共に夜逃げしたことがリリーたちにより明かされる。
コック
演 - 後藤淳平（ジャルジャル）
USKの団員たちがよく利用する道頓堀の洋食屋「フクロウ」の料理人。面白そうな話が聞こえて来ると厨房から顔を出して、会話に加わって来る。
第11週で、ハットと共に夜逃げしたことがリリーたちにより明かされる。
活動弁士
演 - 片岡一郎
梅丸劇場で上映された阪東妻三郎 出演の『乱闘の巷』の解説をする。
リリー（幸子）の父
演 - 中川晴樹
乾物屋を営んでおり、当初は幸子に女学校への進学を勧めていて、USKの入団を反対していた。初舞台では観客席で夫妻で観覧する。ストライキを決行したリリーたちに憤慨する。
リリー（幸子）の母
演 - 志波瞳
USKの初舞台を夫と共に観覧する。
住職
演 - 白山豊
スズ子たちがストライキで立て籠もった山寺の住職。
三休（さんきゅう）
演 - 佐原悠誠
スズ子たちがストライキで立て籠もった山寺の少年僧侶。
秋山の母
演 - 當島未来
USKの劇団員が籠城した寺を他の劇団員の親と共に訪ねてくる。
大和礼子の父
演 - 上杉祥三
大和のUSK入団に反対して以来、長らく絶縁状態にあった。お別れの会に参列して娘の死に涙を滲ませ、腎臓が悪い状態で子供を生ませたこと、絶縁状態のままで彼女と死別してしまったことへの後悔を露わにした。
大和礼子の母
演 - 辻葉子
大和のお別れの会が、股野と赤ん坊（孫）との初対面になった。
医者
演 - 多々納斉
熱々先生の同期で、ツヤの病状を診て貰うために彼が連れて来た専門医。
医者
演 - 松木賢三
大阪で療養している愛助を診察した主治医。

### 香川の人々

#### 大西家
スズ子は貰い子のため、血縁関係は全て六郎とのものになる。
大西トシ（おおにし トシ）
演 - 三林京子
ツヤの母親で、六郎の祖母。一家で手袋工場を営む。スズ子は小学生の時以来、長らく会っていなかったが、治郎丸家の法事に出席するために帰郷した時に再会した。
大西タカ（おおにし タカ）
演 - 西村亜矢子
ツヤの妹で、六郎の母方の叔母。スズ子が治郎丸家の法事に出席した際、スズ子がキヌと菊三郎の娘であることをやむなく明かしてしまう。1951年時点では小豆島に住んでおり、第111回で梅吉の葬儀に出席した。
大西ヒデオ（おおにし ヒデオ）
演 - 湯浅崇
タカの夫で、六郎の母方の叔父。大西姓を名乗っているため、婿養子にあたる。1951年時点では小豆島に住んでおり、第111回で梅吉の葬儀に出席した。
花田松吉（はなだ まつきち）
演 - 木内義一
梅吉の弟で、六郎の父方の叔父。大西家に居候している。15年後、スズ子たちに梅吉が危篤であると電報を送る。電報を見て、香川に帰郷したスズ子を出迎えた。
甥・六郎の形見であるカメの面倒を、兄に継いで見ることとなった。
花田ユキ（はなだ ユキ）
演 - 沢暉蓮
松吉の妻で、六郎の父方の叔母。松吉と共に、香川に帰郷したスズ子を出迎えた。
スズ子が最後に香川に帰郷した時、松吉は未婚だったらしく、彼女とは初対面だった。

#### 治郎丸家
治郎丸和一（じろうまる かずいち）
演 - 石倉三郎
白壁の大きな家に住んでいる地域の顔。トシの幼なじみ。息子の菊三郎を亡くしている。
スズ子を呼び寄せた法事の席で酔い潰れ、スズ子の出生の秘密が明かされる原因となる。
治郎丸ミネ（じろうまる ミネ）
演 - 湖条千秋
和一の妻。当初はスズ子に冷たく接していた。菊三郎がスズ子の実父であることから、和一とミネは彼女の実の父方の祖父母ということになる。

#### 西野家
西野キヌ（にしの キヌ）
演 - 中越典子
ツヤの友人で、かつて治郎丸家で女中をしていた。後にスズ子の実母であることが明かされる。
治朗丸家で女中をしていたころに菊三郎との間にスズ子を授かるが治郎丸家や実家から追い出され、肩身が狭い思いをしている。自身を救ってくれたツヤの家で出産するが、自身が子供を育てて行ける状況ではなかったため、鈴子を花田家に預ける。
治郎丸家の法事の際に、成長したスズ子の姿を物陰から見ていた。
その後は実母だと知って自分を訪ねて来たスズ子に真実を語り、別れ際に菊三郎の形見であった懐中時計を手渡した。
15年後、初老の姿となり、梅吉の葬儀でスズ子と再会。「生前の梅吉は息子たちの写真をよく撮ってくれた」とスズ子に語った。別れ際、スズ子が自身のことを「マミーのマミーや」と愛子に教えた時は涙した。
西野ゆたか（にしの ゆたか）
演 - 松谷圭悟（幼少期：宇治本竜ノ助）
キヌの息子。キヌがスズ子の実母であることから、スズ子とは異父姉弟、愛子の叔父にあたる。
治郎丸家の法事の後、西野家を訪れたスズ子と偶然出会った。
15年後、青年の姿となり、梅吉の葬儀でスズ子と再会。葬儀後、姪の愛子と遊んだ。
キヌの息子
演 - 中村凛太郎（幼少期：神野幹久）
ゆたかより幼かったキヌの息子。キヌがスズ子の実母であることから、スズ子とは異父姉弟、愛子の叔父にあたる。
15年後、青年の姿となり、梅吉の葬儀でスズ子と再会。葬儀後、姪の愛子と遊んだ。

#### 香川のその他の人々
医者
演 - 藺森誠
香川で療養している梅吉を診察した主治医。

### 東京の人々

#### 羽鳥家
羽鳥善一（はとり ぜんいち）
演 - 草彅剛
大阪生まれの作曲家。ジャズを得意とし、「別れのブルース」「東京ブギウギ」「青い山脈」など数多くの名曲を生み出す。スズ子との初対面早々にレッスンを始めようとしたりするなど妥協はなく、松永大星には「笑う鬼」と評される。フィーリング重視のレッスンにスズ子は悩まされる。玉造の魚屋の三男。大阪弁は出ない。東京に出て来たころは自分の感性ではない音楽の仕事があったので塞ぎ込んでいたが5年が経過して、やっとジャズができると意気込んでいる。ブギの本場であるアメリカでスズ子を通用させるべく、スズ子にアメリカ公演を強制的に打診させた。
スズ子が歌手引退を決意した際は動揺して「今までスズ子と作り上げた歌を葬り去ることになる」と言い放った。スズ子が歌手引退を貫くならと絶縁宣言をしてしまうが、スズ子の歌手引退会見後に花田家を訪ねて絶縁宣言をしてしまったことを謝罪した。スズ子と共にお客様への感謝を込めて、引退コンサートを開催した。
モデルは服部良一。
羽鳥麻里（はとり まり）
演 - 市川実和子
善一の妻。音楽のことはよく分からないが、竹を割ったような性格で善一を支える。羽鳥家を訪ねたスズ子に善一の探し求めた歌手だと説いた。日帝劇場の近くの喫茶店「バルボア」で働いていた時に羽鳥に声を掛けられ、一週間後にプロポーズをされて結婚した。善一が企画したスズ子のアメリカ行きを後押しする。
オールスター歌合戦後に歌手引退の決意を固めたスズ子の思いを受け入れた。スズ子の引退コンサートを観客席から見届けた。
羽鳥カツオ（はとり カツオ）
演 - 竹下健人（幼児期：髙田幸季、幼少期：中谷悠希、少年期：内藤大帆）
善一の長男。スズ子の歌手引退直前に留学先のフランスから一時帰国した。スズ子の引退に反対する善一を非難した。スズ子の引退コンサートを母と共に観客席から見届けた。
羽鳥イネコ（はとり イネコ）
演 - 笠間優里（幼児期：南颯華、幼少期：髙田幸由、少女期：春増のどか）
善一の長女。スズ子の引退コンサートを母と共に観客席から見届けた。
羽鳥カツコ（はとり カツコ）
演 - 牧芽依奈（幼児期：河野咲良、幼少期：山下晴愛）
善一の次女。スズ子の引退コンサートを母と共に観客席から見届けた。

#### 梅丸楽劇団（UGD）
UGDの公演は日帝劇場で行われる。
松永大星（まつなが たいせい）
演 - 新納慎也
外国帰りのやり手演出家。ロンドンとパリに留学をしていた。松永財閥の御曹司。UGDの旗揚げ公演の演出を任せられる。USKからスズ子と秋山をスカウトし、スズ子を羽鳥に推薦した。「Good luck」と言って人差し指と中指をクロスさせたハンドサインをして相手を励ます。
スズ子から想いを寄せられ告白されたが、アメリカに自分を待っている女性がいることを理由に断る。その後、日宝の移籍話を断ったスズ子に「悔しいけど、僕はずっと応援してるよ」と声を掛け、握手を交わす。
スズ子の引退コンサートを観客席から観覧した。
辛島一平（からしま いっぺい）
演 - 安井順平
UDGの制作部長。USKの林部長の後輩。学生時代にお世話になった下宿屋をスズ子たちに紹介する。大物作曲家や演出家、歌手らの間に挟まれて苦しい思いをしている。羽鳥には辛ぽん（からぽん）と呼ばれている。UGD解散後はスズ子に五木をマネージャーとして紹介した。
スズ子の引退コンサートを観客席から観覧した。
中山史郎（なかやま しろう）
演 - 小栗基裕（s**t kingz）
振り付け兼ダンサーを務める。日本のトップダンサーの一人。タップダンスの名手。秋山と組んで公演の主演を担う。後に秋山と交際し、彼女に娘役への転向を勧めてプロポーズまでするが、振られてしまう。
竹田（たけだ）
演 - 野田晋市
松永の後任として、UGDにやって来た演出家。オペラをやっていた。息子は出征している。
武（たけ）
演 - 村角ダイチ
演出助手。羽鳥とスズ子のレッスンでピアノを弾くことがある。
大崎（おおさき）
演 - 満腹満
演出助手。
土井（どい）
演 - 上沢拓也
楽団員。コントラバス奏者。出征のためにUGDを去る。
その他の楽団員
演 - 佐渡山順久、川口透

#### 「福来スズ子とその楽団」関係者
一井（いちい）
演 - 陰山泰
UGDでバンドマスターを務めるトランペット奏者。
UGDの解散後はスズ子に誘われて「福来スズ子とその楽団」のメンバーとなる。「スズ子楽団」解散と共に、スズ子に別れを告げた。
二村（にむら）
演 - えなりかずき
ピアノ・アコーディオン奏者。「福来スズ子とその楽団」の最年少メンバー。
三谷（みたに）
演 - 国木田かっぱ
ギター奏者。スズ子達に内緒で、他の楽団の助っ人をしていた。
四条（しじょう）
演 - 伊藤えん魔
ドラム奏者。スズ子達に内緒で、他の楽団の助っ人をしていた。
五木ひろき（いつき ひろき）
演 - 村上新悟
辛島から紹介されるマネージャー。女ったらしであり何人もの女性と交流を深めているらしい。
実は長野に住んでいるナツとその子供の生活を支えるため、坂口からお金を受け取り、楽団のお金にも手を付けていた。
スズ子が愛助と交際し始めたころに村山興業の坂口に二人を別れさせることを条件に金銭を受け取っていた。
ナツのことや2人の慣れ初めを聞き、五木の覚悟を知った鈴子は工面させて欲しいと言うが「いらない」と断る。その後は置き手紙と坂口から貰ったお金の一部を残して、スズ子の元を去っていった。

#### 音楽関係の人々
茨田りつ子（いばらだ りつこ）
演 - 菊地凛子
歌手。スズ子の生涯のライバル。
りつ子が唄う『別れのブルース』をラジオで聞いたスズ子は感銘を受け、憧れる。二人は生涯の良きライバルとして、時には競い合い、時には支え合いながら芸能の世界を生きていく。仕事と育児に多忙なスズ子を気に掛けて、実家の呉服屋の女中だった大野を紹介した。
歌手引退の意向を固めたスズ子の意見を尊重すると伝えた。スズ子の引退コンサートを観客席から見届けた。
モデルは青森出身の歌手で、“ブルースの女王”と呼ばれた淡谷のり子。
藤村薫（ふじむら かおる）
演 - 宮本亞門
破天荒な天才作詞家。羽鳥に依頼されて、スズ子の新曲の作詞をする。
佐原（さわら）
演 - 夙川アトム
コロンコロンレコードの社員。「東京ブギウギ」を超えるヒットが欲しいとスズ子に期待を掛けている。
佐原の部下
演 - 黒住尚生
コロンコロンレコードの社員。
大林林太郎（おおばやし りんたろう）
演 - 利重剛
梅丸のライバル会社・日宝の社長。UGD所属だったスズ子に日宝への移籍の話を持ちかけたが、スズ子に断られてしまった。
田中鷹雄（たなか たかお）
演 - 高阪勝之
梅丸のライバル会社・日宝の部長。
小島（こじま）
演 - 田村裕（麒麟）
日帝劇場のプロデューサー。
りつ子のマネージャー
演 - 眼鏡太郎
りつ子の仕事に随行している。

#### スズ子の生活を取り巻く人々
小村チズ（おむら チズ）
演 - ふせえり
スズ子と秋山、梅吉、小夜が東京で暮らした下宿屋の女将。かなりのお喋り好き。自身に子供がいないこともあり、スズ子と秋山を娘のように可愛がる。親の代も下宿屋をしていた。自分から吾郎を口説いたとスズ子と秋山に暴露。下宿屋は東京市日本橋区人形町四丁目九番十二號（架空の番地）にある。
愛助の介護人として、スズ子が転居する時に別れを告げた。終戦後は（スズ子の話によると）消息不明であったが、スズ子の引退コンサートに夫と連名でネコヤナギをあしらったフラワーアレンジメントを贈った。
小村吾郎（おむら ごろう）
演 - 隈本晃俊
スズ子と秋山、梅吉、小夜が東京で暮らした下宿屋の従業員で、チズの夫。妻とは違い、寡黙な性格。元序二段の力士で、四股名は吾熊山。相撲の稽古中に逃げ出して、チズの所に行くことがあった。ちゃんこ番もしていた。下宿屋でも料理を作る。
坂田伝蔵（さかた でんぞう）
演 - 坂田聡
下宿屋の近所にある おでん屋の主人。大阪弁と恋話が嫌いだが、作るおでんの味は絶品。彼の屋台は、上京してきたスズ子と秋山の行き付けとなった。スズ子と秋山が有名人であるということを知らず、梅丸楽劇団の旗揚げ公演の翌日、公演を取り上げた新聞の記事に載っている彼女たちの写真を見て驚愕する。スズ子と秋山の話に気を取られて、鍋の熱い所に触れてしまい慌てるのが恒例である。
戦況悪化に伴う物資不足の理由で、おでん屋の閉店を決意した。スズ子に酒を注いでもらった時も「自慢する」と喜んでいた。
スズ子の引退コンサートにフラワーアレンジメントを贈っていて、札の送り主の名前が「坂田伝蔵（さかた でんぞう）」と書かれていた。
小林小夜（こばやし さよ）→ 小夜・ブラウン（さよ ブラウン）
演 - 富田望生
福島出身の弟子入り志願者。スズ子の下に押し掛け、梅吉が飲酒しないように見張りを頼まれるも梅吉と酔い潰れたことからスズ子と梅吉が一時期、険悪な関係になる きっかけを作った。
戦後もスズ子の付き人として行動を共にするがGHQの軍人・サムと出逢い、後に結婚・渡米した。
スズ子の引退コンサートは見届けなかったが、楽屋に手紙とサムと撮影した写真を送った。「小夜・ブラウン」は最終回のクレジットに表記された。
東（あずま）
演 - 友近
スズ子が出産する村西医院の看護師。スズ子の大ファン。身重のスズ子が舞台「ジャズカルメン」に出演する際も親身に寄り添った。
村西（むらにし）
演 - 中川浩三
スズ子が出産する村西医院の院長。スズ子の大ファン。身重のスズ子が舞台「ジャズカルメン」に出演する際も親身に寄り添った。以前は麻里の出産も担当していた。
大野晶子（おおの あきこ）
演 - 木野花
りつ子の紹介で、スズ子たちの元にやって来た青森出身の家政婦。仕事に多忙なスズ子に代わって、愛子の世話を担当する。スズ子のアメリカ行きに最初は反対したが、スズ子の熱意に押されて アメリカ行きを受け入れた。
りつ子の話によると、かつてはりつ子の実家の呉服屋で女中をしていたが、夫と死別後に息子を頼って上京。しかし、戦争で息子家族を失ってしまった。りつ子は孤独となった彼女を気に掛けて、スズ子を紹介した。
愛子と共に観客席から、スズ子の引退コンサートを見届けた。
柴本タケシ（しばもと タケシ）
演 - 三浦獠太
達夫の甥（妹の息子）。スズ子と愛子からは「ター坊」と呼ばれている。
達夫の後任マネージャーとして スズ子の元にやって来るが、スズ子の稽古中も居眠りや放心状態であるなど不器用な面が露呈してしまう。自身は「生まれ付き集中力が足りず、今までの仕事も長く続かなかった」と自暴自棄になり掛けていたが、ワンマンショーで『買い物ブギ』を一生懸命に唄うスズ子の姿を見て反省して「真剣に努力する」とスズ子に誓った。
愛子の誘拐未遂事件の際は現金3万円の身代金の受渡人として、日帝劇場に向かう。劇場のロビーで対面した小田島と揉み合いとなるが必死に抵抗した。
スズ子の歌手引退を告げられた時は動揺して猛反対するが後にスズ子の引退を受け入れ、スズ子の歌手引退会見の進行役を務めた。スズ子の引退コンサートを舞台袖から見届けた。

#### 喜劇関係の人々
棚橋健二（たなはし けんじ）
演 - 生瀬勝久
喜劇王 タナケンと呼ばれている喜劇役者。自身演出の喜劇『舞台よ！ 踊れ！』でスズ子と初共演を果たす。後にスズ子の演技の師匠となる。
数年後、映画『タナケン福来のドタバタ夫婦喧嘩』でスズ子と再共演した。愛子が撮影中に怪我をした際は「撮影が一日延びるとスタッフの負担が増えて、作品の質を下げてしまうかもしれない」とスズ子に警告した。
ある日、撮影途中に板に右足を挟まれて怪我を負い、古傷の影響で半年の入院生活を余儀なくされている。自分の見舞いに来たスズ子と達夫の前では「自分が客から忘れ去られてしまうのではないかと不安だ」と語った。
棚橋のマネージャー
演 - 柴野航輝
棚橋の仕事に随行している。
田中（たなか）
演 - 西村直人
棚橋演出の喜劇『舞台よ！ 踊れ！』に出演する喜劇役者。喜劇初挑戦のスズ子を見下す。
中村（なかむら）
演 - 曽我廼家桃太郎
棚橋演出の喜劇『舞台よ！ 踊れ！』に出演する喜劇役者。
その他の喜劇役者
演 - 杉森大祐、三澤健太郎、山西規喜、しまずい香奈、是常祐美

#### 条映撮影所の人々
プロデューサー
演 - 孫高宏
棚橋とスズ子が出演する映画『タナケン福来のドタバタ夫婦喧嘩』のプロデューサー。スズ子が撮影に集中して欲しいと撮影スタッフの畑中に愛子の世話をさせた。
畑中（はたなか）
演 - 梅林亮太
条映撮影所のスタッフ。プロデューサーに愛子の世話をするよう指示されたが、目を離した隙に愛子を怪我させてしまう。
辺田飛男
演 - レ・ロマネスクTOBI
棚橋とスズ子が出演する映画『タナケン福来のドタバタ夫婦喧嘩』の監督。寡黙な性格で助監督にメガホンで耳を囁き、指示を代弁させる。
新澤徳助
演 - 渋谷天笑
棚橋とスズ子が出演する映画『タナケン福来のドタバタ夫婦喧嘩』の助監督。監督からのスズ子たちへの指示を撮影中に代弁している。

#### 有楽町の夜の女たち
おミネ
演 - 田中麗奈
有楽町の夜の女たちのリーダー格。三流ゴシップ雑誌『真相婦人』に掲載された記事のスズ子の発言に憤慨して、楽屋に乗り込んで来る。誤解を解くために有楽町を訪れたスズ子と口論になるが和解。スズ子の良き理解者となった。
夜の女から足を洗いたいという仲間のため、職業訓練所を作ることが夢だとスズ子に語った。スズ子は彼女のためにと羽鳥に新曲を懇願して完成した『ジャングル・ブギー』を披露した。スズ子がアメリカに旅立つ前に開催された「お見送りショー」にも応援に訪れた。スズ子の引退コンサートをラン、マキ、タマと共に観覧した。
ラン / マキ / タマ
演 - 小田ゆりえ / 辻凪子 / 和海
有楽町の夜の女たち。有楽町を訪れたスズ子に絡んで来たが和解。スズ子のファンとなる。

#### 世田谷に暮らす人々
小田島大（おだしま だい）
演 - 水澤紳吾
花田家の近所に住む男。息子の一とともに二人で暮らしている。
妻を亡くし、体を壊して貧しい生活を苦いられていた。一とともに愛子の誕生日パーティーに出席したことから愛子の誘拐を計画。「愛子を誘拐されたくなかったら 現金3万円を出せ」とスズ子に脅迫電話を掛けた。3万円の受取場所として、日帝劇場を指定した。
柴本と高橋の活躍で誘拐未遂に終わり、高橋に現行犯逮捕された。
誘拐未遂事件から一年後に花田家を訪れ、スズ子に謝罪した。その後はスズ子の計らいで、花田家の家事手伝いとして働いている。スズ子の引退コンサートを一と共に観客席から見届けた。
小田島一（おだしま はじめ）
演 - 井上一輝
大の息子。貧しい生活を苦いられているため、大に買ってもらった漫画雑誌はボロボロであった。後に愛子の誕生日パーティーに出席していたことが明かされた。
帰宅途中の愛子と偶然出会い、遊ぶ約束を交わした。大の逮捕で愛子との約束は破られたが、スズ子が高橋に依頼したことで愛子と遊ぶ約束を果たした。
誘拐未遂事件から一年後、大と共に花田家を訪れて愛子と再会した。スズ子の引退コンサートを大と共に観客席から見届けた。
高橋（たかはし）
演 - 内藤剛志
世田谷署の人情派のベテラン刑事。スズ子の連絡を受けて、愛子の誘拐未遂事件の捜査で花田家を訪れる。
日帝劇場で犯行に及ぼうとした小田島を現行犯逮捕。逮捕後は取調室で、小田島に改心するように諭した。「いつか息子にも食わせてやれるように」と激励の思いで、特上のカツ丼を小田島に奢った。
翌日、スズ子の依頼で愛子と一を再会させた。
野口（のぐち） / 岡田（おかだ）
演 - 北斗 / 岸田タツヤ
高橋の部下。
近所の主婦
演 - 奥田ワレタ、飯塚涼子、内山絢貴
スズ子が転居した世田谷の豪邸の近所に暮らす主婦。
ヨシオ / ユキ / チセ
演 - 宮田匠 / 岡本灯里 / 小山愛珠
スズ子が転居した世田谷の豪邸の近所に暮らす子供。
子供 / ケイタ / ノリオ
演 - 萩原真示 / 上野航資 / 小西臨太朗
近所の小学生。下校途中の愛子に「誕生日パーティーで調子に乗るな」と揶揄う。

#### テレビ業界の人々
水城アユミ（みずき アユミ）
演 - 吉柳咲良
大人気の若手歌手。スズ子のライバルとなる。スズ子のことを尊敬する大ファンだが、実はスズ子の先輩であった大和礼子と股野義夫の間に生まれた娘であることが明かされた。
丸の内テレビのロビーでスズ子と初対面を果たす。「第7回オールスター男女歌合戦で『ラッパと娘』の歌唱を許可して欲しい」と股野と共に、スズ子に懇願した。第7回オールスター男女歌合戦で『ラッパと娘』のカバーを唄い、スズ子との新旧対決を成し遂げた。
スズ子の引退コンサートを股野と共に観覧した。
代々木勇（よよぎ いさむ）
演 - 遠山俊也
丸の内テレビのプロデューサー。第7回オールスター男女歌合戦での大トリを務めることをスズ子に打診した。
沼袋勉（ぬまぶくろ べん）
演 - 中村倫也
丸の内テレビの敏腕ディレクター。第7回オールスター男女歌合戦でスズ子とアユミの新旧対決を発案した。
木村（きむら）
演 - 浜田信也
第7回オールスター男女歌合戦の男性司会者。丸の内テレビのアナウンサー。
宮崎（みやざき）
演 - 田中良子
第7回オールスター男女歌合戦の女性司会者。丸の内テレビのアナウンサー。
メイク
演 - 松井香乃
第7回オールスター男女歌合戦に出場するスズ子のメイクを担当する。
歌手
演 - 楊琳、舞美りら、千咲えみ、白藤麗華、朝香櫻子
第7回オールスター男女歌合戦に出演した歌手。

#### 東京のその他の人々
鮫島鳥夫（さめじま とりお）
演 - みのすけ
三流ゴシップ雑誌『真相婦人』の芸能記者。社の売り上げのためなら手段を選ばない。いわゆる「羽織ゴロ(背広を着たゴロツキという意味)」で、スズ子やりつ子を執拗に問い詰める本作唯一の悪役。スズ子やりつ子を口車に乗せた上で虚偽を交えながら、雑誌に記事を掲載している。喫茶店にいたスズ子とアユミを隠し撮りして、「福来スズ子対水城アユミ」の見出しで記事を掲載した。
スズ子の歌手引退会見で、スズ子の人気低下とアユミの活躍を指摘した。スズ子の決意に「寂しくなるな」と実は歌手としてのスズ子を高く評価していたことを吐露して「スズ子の曲を聴きたい」と引退会見の最後に頼んだが拒まれ、記者たちの笑いを誘った。
サム・ブラウン
演 - ジャック・ケネディ
GHQの米兵。子供たちにチョコレートを配っていた時に、スズ子と小夜に遭遇。チョコレートを渡した小夜とはその後も逢瀬を重ね、後に求婚。スズ子は小夜の渡米に難色を示していたが二人の想いに折れて、結婚を認めた。
喫茶店のマスター
演 - 弓川信男（ボルトボルズ）
日帝劇場の近くにある喫茶店『バルボア』のマスター。
警官
演 - や乃えいじ
丸の内署の警官。日中戦争の影響で施行された七・七禁令に基づき、UGDの公演を指導する。スズ子の歌い方が軽薄だとして、三尺四方（約90センチ）で唄うように命じる。
松田 / 警官
演 - 斎藤一登 / 炭釜基孝
丸の内署の警官。日中戦争の影響で施行された七・七禁令に基づき、UGDの公演を指導する。
国防婦人会の女性
演 - 金子珠美、小出優子
自主的に贅沢禁止の取締を行う。派手な装いを身に付けた りつ子に反発する。
UGDの観客
演 - 宇佐美蘭、澤田誠
スズ子の公演が警官の指導で中止となった際、辛島に苦言を呈する。
おでん屋の客
演 - 丸山雄大、北川瞬
スズ子の陰口を叩き、聞いていた梅吉と喧嘩沙汰となる。
役場の職員
演 - 曽我廼家一蝶
下宿屋にいる梅吉の元に、出征した六郎の戦死の報せを届けにやって来る。
喫茶店の客
演 - 井上学、中川浩六、友井田亮
喫茶店『バルボア』で流れた開戦のニュースに興奮している。
軍人
演 - みぶ真也
山本五十六元帥への遥拝を強要して、防火演習を行う軍人。
郵便配達員
演 - 山本悠央
愛助にトミからの手紙を届けた少年。
医者
演 - 要冷蔵
喀血した愛助の病状を診てもらうためにスズ子が連れて来た専門医。
防空壕の男
演 - 小松健悦
スズ子達が逃げていた防空壕で、赤子の泣声に焦る母親に「この防空壕から出て行け」と反発する。
防空壕の母親
演 - 守殿愛生
自身の腕に抱いた赤子の泣声に焦っていたが、スズ子の歌唱に励まされた。
防空壕の女
演 - 茂中瑛子
防空壕で『アイレ可愛や』を歌唱したスズ子にアンコールを依頼する。
米屋
演 - 野村有志
スズ子たちに米を売った闇市の米屋。
宝くじ売りの販売員
演 - 曽我廼家寛太郎
闇市の宝くじ販売員。宝くじに興味を持ったスズ子と小夜に宝くじを売る。
露天店主
演 - ボブ・マーサム
アナウンサー
演 - 谷口英明（声の出演）
朝のラジオ放送で、宝くじの当選番号を伝えるアナウンサー。
喫茶店の店員
演 - 明山緋奈
列車から下車した善一が訪れた喫茶店の店員。善一に渡した紙ナプキンが『東京ブギウギ』の誕生に繋がる。
浮浪児
演 - 池田龍生、宮崎奏太
達彦の靴磨きを妨害して、ショバ代を要求。スズ子に注意されると逃走した。
配達員
演 - 吉岡幹夫
癌に伏せている梅吉の危篤を知らせる電報をスズ子に届けた。
司会者
演 - 大久保ともゆき
羽鳥善一 作曲2000曲記念ビッグパーティーの司会者。
バンドマスター
演 - MITCH
羽鳥善一 作曲2000曲記念ビッグパーティーに参加したバンドマスター。
記者
演 - 大知、藤間宏衛門
スズ子の歌手引退会見に出席。スズ子にオールスター男女歌合戦での活躍について質問する。

### 上海の人々
黎錦光（れい きんこう）
演 - 浩歌
中国人作曲家で、「夜来香」の作曲者。上海にやって来た善一と出会う。善一と共に日中合同音楽会を援助する。
李香蘭（り こうらん）
演 - 昆夏美
中国で活躍する歌手。上海にやって来た善一に「夜来香」の歌唱を請われる。
陸軍中尉
演 - 上田一軒、笠松祐介
善一と錦光が訪れた飲食店で、店員に料理が不味いと反発していた。
中国人店員
演 - 李涛
善一と錦光が訪れた飲食店の店員。中尉から料理が不味いと反発された。
陸軍少佐
演 - 白井哲也
善一に、上海の日中合同音楽会の援助を依頼する。
銃を持った男
演 - 朝井大智
敵国であった日本人の善一を銃で脅し、拉致する。

### スズ子が慰問先で出会う人々
旅館の女将
演 - 久野麻子
「スズ子とその楽団」一行が、愛知公演のために宿泊した旅館の女将。
愛知県の有力者
演 - 酒井高陽、堂崎茂男
「スズ子とその楽団」が愛知公演の時に、スズ子の楽屋を訪れた男性達。
茨城県の興行主
演 - 一谷伸
巡業先の茨城で「スズ子とその楽団」に、報酬の不足分として、芋を差し出す。
茨城県の警官
演 - 森本竜一
「スズ子とその楽団」の公演を監視していた警官。公演後にスズ子の装いが派手だと反発する。
長野県の興行主
演 - 藤田功次郎
「スズ子とその楽団」一行に安い報酬で呼んでしまったと負い目を感じていた。
京都府の興行主
演 - 南谷峰洋
「スズ子とその楽団」一行に、繊維工場での慰問公演を依頼した。
藤子屋の女将
演 - 高橋かおり
「スズ子とその楽団」一行が、富山公演の際に宿泊した旅館「藤子屋」の女将。
静枝（しずえ）
演 - 曽我廼家いろは
「スズ子とその楽団」一行が、富山公演で宿泊した旅館「藤子屋」の女中。戦争未亡人。
幸（さち）
演 - 眞邊麦
静枝の娘。
藤子屋の従業員
演 - 山本峻也
「スズ子とその楽団」一行が、富山公演の際に宿泊した旅館「藤子屋」の従業員。

### その他の人々
少年
演 - 荒田陽向
東京行きの電車で羽鳥の向かいの席に座っていた少年。羽鳥が即興で作曲したジャズの曲に興味を示す。
田中（たなか）
演 - 谷垣宏尚
愛助と顔馴染みの軍人。スズ子や愛助と汽車の中で偶然、居合わせる。
チセ
演 - 撰明芽莉
愛助から芋をもらった汽車の中の少女。スズ子に『故郷』を唄うことをお願いする。
チセの母
演 - 岸本華和
汽車の中でチセと共に岡山への帰省中に、スズ子や愛助と出会う。
ナツ
演 - 香月ハル
松本の旅館で女中として働いていた未亡人。五木から資金援助を受けるうちに、恋に落ちる。
三平
演 - 住田将太
ナツの息子。
慰問公演担当者
演 - 川添公二
りつ子の鹿児島での慰問公演を担当する海軍関係者。
横井（よこい）
演 - 副島新五
りつ子が慰問公演で訪れた鹿児島の海軍基地の少佐。りつ子の派手な装いを見咎める。
特攻隊員
演 - 山岡樹、奥本智海、成瀨潤、大村昇汰、土井大之、湯田歩夢、廣田昇平、水江琉斗
りつ子が慰問公演で訪れた鹿児島の海軍基地に、所属する特攻隊員。
旅館の女将
演 - 鳩川七海
りつ子が鹿児島公演の際に滞在した旅館の女将。
記者
演 - 吉田将
スズ子が愛子を連れて、トミの葬儀に参列した時に取材しようとしていた。
指揮者
演 - 服部隆之
スズ子の引退コンサートで生演奏をしたオーケストラの指揮を執った。

## スタッフ
- 作 - 足立紳、櫻井剛
- 音楽 - 服部隆之[注釈 23]
- 語り（本編） - 高瀬耕造[215]
  - （土曜日週間総集編〈ブギウギ「第〇週」〉） - 北郷三穂子
- 副音声解説 - 山崎健太郎
- タイトル制作 - 牧野惇[216]
- オープニング人形制作・操演 - 八代健志
- 時代考証 - 天野隆子
- 風俗考証 - 刑部芳則
- 大阪風俗考証 - 谷直樹
- 撮影協力 - 東近江市、滋賀ロケーションオフィス、東かがわ市、丸亀市、香川フィルムコミッション、甲賀市、わかやまフィルムコミッション、甲賀ロケーション推進協議会、神戸フィルムオフィス、長浜市、大阪フィルム・カウンシル
- 資料提供 - 新宿歴史博物館、マツダ映画社、米国立公文書館、原健太郎

- 歌劇音楽 - 甲斐正人[20]
- 舞台演出 - 荻田浩一[20]
- 大阪ことば指導 - 一木美貴子
- 青森ことば・津軽ことば指導 - 和海
- 香川ことば指導 - 川口透
- 福島ことば指導 - 諸橋玲子
- 愛知ことば指導 - 久野麻子
- 富山ことば指導 - 山本峻也
- 鹿児島ことば指導 - 井之上淳
- 中国語指導 - 水怡麗
- 英語指導 - 西村康裕
- 歌唱指導（福来スズ子） - ゆうき
- 歌唱指導（茨田りつ子） - 十河かんな、神田智子
- 歌唱指導（李香蘭） - 李涛
- 歌唱指導 - 南綾、奥山賀津子
- 振付 - 木下菜津子
- 楽団指導 - MITCH
- バレエ指導 - 東文昭
- タップダンス指導 - RONxII
- ピアノ指導 - 杉山悟史
- ギター指導・ウクレレ指導 - 富永寛之
- ドラム指導 - 弦牧潔
- アコーディオン指導 - 華乃家ケイ
- 医事指導（村山愛助） - 寺川和彦
- 医事指導（花田ツヤ・福来スズ子） - 古山将康
- 医事指導（花田愛子） - 矢木崇善
- 医事指導 - 今川弘
- 仏事指導（花田家） - 丈徳
- 仏事指導（山寺） - 木内堯大
- 仏事指導（香川） - 大塚知明
- 所作指導 - 藤間豊宏
- 料理指導 - 広里貴子
- 助産指導 - 前田利子
- あん摩指導 - 中谷洋子
- そろばん指導 - 木下和真
- 裁縫指導 - 堺幸子
- 手袋製造指導 - 福田敦子
- 書道指導 - 今口鷺外
- 相撲指導 - 萩野孝生
- アクション指導 - 中村健人
- 警察指導 - 板東正敏
- ヘアメイク（羽鳥善一） - 永嶋麻子

- 制作統括 - 福岡利武、櫻井壮一[9]
- プロデューサー - 橋爪國臣[9]
- 美術 - 掛幸善、南屋武広、瀨木文、淀裕矢、田部貢市、鴫原広起、有本弘
- 技術 - 東川和宏、備中正幸
- 音響効果 - 伊東俊平、巽浩悦、山田悠夏
- 助監督 - 松岡一史、小河久史、大野陽平、山田陽介、諸正義彦、畑元健太、小島東洋、小峰陸矢、上野香織、佐伯木乃実、木坂春子、長澤康貴、畝岡歩未
- 制作担当 - 本田良太、橋本果奈、木村晴治、長岡しのぶ、中津琢、森岡あゆみ、齋藤明日香、竹本航
- 編集 - 松屋周平
- 記録 - 外川恵美子
- 撮影 - 大石理沙、田中泰圭、関照男、竹内北斗
- 照明 - 山本大貴、浦川純暉
- 音声 - 渡辺暁雄、壇寛弥、中越真司、大場健太、安河内裕斗、稲垣雄二
- 映像技術 - 前田惇徳、赤松伽南、中井嵩人、山下健
- VFX - 北昌規、前田昂司、空閑卓海、田邉亮哉、神戸大樹、佐久間正泰
- 音楽録音 - 野口康史
- 美術進行 - 齋藤強、加藤雪夫、吉澤奈緒、中澤明子、澤幸樹
- 装置 - 坂口大吾、佐藤千織、平松康、吉田隆広、堤正和、宮崎昭徳、奥村陵、田村竜一
- 装飾 - 長洲史雅、横田浩之、野崎次郎、三村つかさ、三好勇作、西口佳奈、田中美紅、楠正由貴、森上陽子、和田紗千代、安平陽菜、齋藤小春
- 衣装 - 横山智和、森津妙子、早川奈緒美
- メイク - 堀洋子、藤井快美、三横みどり、山隅美紀
- かつら - 松本誠也
- 演出 - 福井充広、泉並敬眞、鈴木航、盆子原誠[14]、二見大輔、小島東洋
- 製作 - NHK大阪放送局[217]
- 制作・著作 - NHK

## 主題歌

### 「ハッピー☆ブギ」
服部隆之が作詞・作曲・編曲を手掛け、ヒロインの趣里と中納良恵（EGO-WRAPPIN'）、さかいゆうの3人が唄う番組オリジナルのオープニング曲（1分30秒〈OA ver.〉）。
番組放送開始直後の10月4日に日本コロムビアより配信限定シングルが発売され、翌月15日にCDシングル、22日には“7inchアナログ盤”が発売となった。カップリング曲（B面）には福来スズ子（趣里）の唄う「東京ブギウギ」が収録された。

## 劇中歌
本作品では笠置シヅ子の歌を始め、既存の楽曲が多数使用され、その多くは劇中で出演者によって歌唱された。12月7日放送の第49回は舞台、ほぼ歌唱で全て構成された。なお、劇中歌の編曲に関してはほぼ全て、服部隆之が担当する。
- ☆印は笠置シヅ子、★印は淡谷のり子の歌で、♪印は登場人物の名義で日本コロムビアより配給。※印はNHKの公式YouTubeチャンネルで公開されていたが、6月28日午後1時をもって公開を終了した[220]。

東京ブギウギ ☆♪※
日帝劇場のステージで、福来スズ子（趣里）が唄う。引退コンサートのステージでは羽鳥が演奏するピアノの音色に乗せて、スズ子がバラード調で唄う。
ダンス：城月れい、実花もも、羽那舞、華蓮いろは、紫咲心那、水葉紗衣、花うらら、舞音ことは、璃音あかり、真織ひな、美丘さくら、ひより芽依
証城寺の狸囃子（童謡）
お祭りの帰りに、花田鈴子（澤井梨丘）とタイ子（清水胡桃）が唄う。
故郷 (唱歌)
学校の授業で、花田鈴子（澤井梨丘）ら学友が唄う。地方巡業の移動中の汽車の中で、福来スズ子（趣里）が唄う※。
梅は咲いたか（江戸端唄）
お稽古事で、花田鈴子（澤井梨丘）とタイ子（清水胡桃）が踊る。
早春賦（唱歌）
花咲音楽学校の入学試験の課題で、花田鈴子（澤井梨丘）が唄う。
松の緑（長唄）
花咲音楽学校の入学試験の課題で、花田鈴子（澤井梨丘）が踊る。
船頭小唄
はな湯のお風呂の中で、アホのおっちゃん（岡部たかし）が唄う。
恋はやさし野辺の花よ
はな湯、梅丸少女歌劇団の事務所で、花田鈴子（澤井梨丘）が唄う※。ツヤの病床で、スイングの女王・福来スズ子（趣里）として唄う。作曲はフランツ・フォン・スッペ、訳詞は小林愛雄、原題『Hab' ich nur deine Liebe』。
愛の挨拶（Salut d'amour）
股野義夫（森永悠希）が稽古場のピアノで練習をする。
アラビヤの唄
休暇の後に朝の稽古場で、福来スズ子（趣里）が唄う。訳詞は堀内敬三、原題『Sing Me A Song Of Araby』。
大阪音頭
盆踊り曲。自分の強みが何か分からず、福来スズ子（趣里）が稽古場で唄う。作詞は伊東惣之助、作曲は佐々紅華。
四季の宴 〜とこしえに〜
ストライキで山寺に立て籠った時に親たちの前で劇団員が唄う。大和が退団となった後にはな湯のお風呂の中で、福来スズ子（趣里）が唄う。作詞は萩田浩一、作曲は甲斐正人。
れんげ摘もか（童歌）
鈴子が小さかったころを思い出して、花田ツヤ（水川あさみ）が唄う。子供を寝かせるために、西野キヌ(中越典子)が唄う。
金毘羅船々（民謡）
香川の法事の食事の時に歌をお願いされて、福来スズ子（趣里）が唄う。
秋の色種（長唄） ※
お客様のお座敷で、タイ子（藤間爽子）が踊る。三味線は今藤和歌美、歌は吉住小美月。
せっせっせ（手遊び歌）
東京の下宿屋で夜寝付けないので、福来スズ子（趣里）と秋山美月（伊原六花）が唄う。
恋のステップ （☆）♪※
梅丸楽劇団の初顔合わせで、福来スズ子（趣里）が唄う。当時は「三笠静子」と名乗っていた笠置のレコード デビュー曲で大阪松竹少女歌劇『カイヱ・ダムール（愛の手帳）』の主題歌。作詞は高橋掬太郎、作曲は服部ヘンリー。
蘇州夜曲
スズ子が入った喫茶店バルボアでが流れていて、その曲を聴いたスズ子が羽鳥に「唄わせて欲しい」と願い出る。 作詞は西條八十、作曲は服部良一。
ラッパと娘 ☆♪※
梅丸楽劇団の旗揚げ公演の稽古や日帝劇場のステージ、茨田りつ子・福来スズ子合同コンサートなどで、福来スズ子（趣里）が唄う。丸の内テレビのステージで、水城アユミ（吉柳咲良）が唄う。作詞・作曲は服部良一。
別れのブルース ★♪※
はな湯に置いてあるラジオ、スズ子が聴くレコード、喫茶店のBGMで、茨田りつ子（菊地凛子）が唄う曲がが流れる。その後は「blue's」での公演や、茨田りつ子・福来スズ子合同コンサートなどで茨田りつ子が唄う。
センチメンタル・ダイナ☆♪※
日帝劇場のステージで、福来スズ子（趣里）が唄う。作詞は野川香文、作曲は服部良一。
会津磐梯山（民謡）
梅吉とお酒を飲んで酔っ払った状態で、小林小夜（富田望生）が唄う。
靴が鳴る(童謡)
羽鳥善一（草彅剛）と息子のカツオが銭湯の帰りに唄う。
聖者の行進（When The Saints Go Marching In）
霊歌。愛助の下宿の蓄音機から流れる。後日、スズ子が楽団事務所でハミングをする。
雨のブルース ★♪※
茨田りつ子・福来スズ子合同コンサートで、茨田りつ子（菊地凛子）が唄う。作詞は野川香文、作曲は服部良一。
大空の弟 ☆♪※
茨田りつ子・福来スズ子合同コンサートなどで、福来スズ子（趣里）が唄う。作詞・作曲は服部良一、音源化されなかった楽曲で、2019年に発見された楽譜と歌詞を元に作ったブギウギバージョンである。
アイレ可愛や ☆♪※
「福来スズ子とその楽団」の地方巡業などで、福来スズ子（趣里）が唄う。作詞は藤浦洸、作曲は服部良一。
夜来香 ※
日中合同音楽会のステージで、李香蘭（昆夏美）が唄う。作詞・作曲は黎錦光。
コペカチータ ☆※
棚橋健二（生瀬勝久）が演出・主演を務める劇中劇『舞台よ！踊れ！』のステージで、福来スズ子（趣里）が唄う。作詞は村雨まさを、作曲は服部良一、笠置シヅ子の楽曲。
ハバネラ ※
劇中劇『ジャズカルメン』のステージで、福来スズ子（趣里）が唄う。訳詞は白井鐵造。
ジャングル・ブギー ☆※
日帝劇場のステージで、福来スズ子（趣里）が唄う。作詞は黒澤明、作曲は服部良一。
買物ブギー ☆※
日帝劇場のステージで、福来スズ子（趣里）が唄う。作詞・作曲は服部良一。
ヘイヘイブギー ☆※
丸の内テレビのステージで、福来スズ子（趣里）が唄う。作詞は藤浦洸、作曲は服部良一。

## 歌劇音楽
NHKの公式YouTubeチャンネルで公開されていたが、6月28日午後1時をもって公開を終了した。
胡蝶の舞
映画の幕間で行われた梅丸少女歌劇団による歌劇。鈴子が初めて観たUSKの舞台。
- 作詞 - 萩田浩一
- 作曲 - 甲斐正人
- ダンス - 大和礼子（蒼井優）、橘アオイ（翼和希）、千早楓（知颯かなで）、美山百恵（実花もも）、有馬瀧江（瀧登有真）、羽川舞（羽那舞）、山咲夢子（紫咲心那）、冬月琴音（琴海沙羅）、大空澄子（空良玲澄）、葵つばさ（碧輝来）、水木紗江（水葉紗衣）、音羽あかり（璃音あかり）、織田ひな子（真織ひな）、丘桜子（美丘さくら）、花乃こずえ（花うらら）、木ノ葉みどり（舞音ことは）、華いろは（華蓮いろは）、日野ひより（ひより芽依）

四季の宴 〜めぐりめぐる〜
単独公演となった梅丸少女歌劇団による歌劇。
- 作詞 - 萩田浩一
- 作曲 - 甲斐正人
- ダンス - 大和礼子（蒼井優）、橘アオイ（翼和希）、花園都（華月奏）、千早楓（知颯かなで）、城崎りん（城月れい）、美山百恵（実花もも）、京町涼子（京我りく）、有馬瀧江（瀧登有真）、羽川舞（羽那舞）、山咲夢子（紫咲心那）、冬月琴音（琴海沙羅）、大空澄子（空良玲澄）、葵つばさ（碧輝来）、水木紗江（水葉紗衣）、音羽あかり（璃音あかり）、織田ひな子（真織ひな）、丘桜子（美丘さくら）、一ノ瀬ユウ（壱弥ゆう）、清木場純（せいら純翔）、椿山リョウ（椿りょう）、花乃こずえ（花うらら）、伊吹圭（依吹圭夏）、星輝美（南星杜有）、木ノ葉みどり（舞音ことは）、華いろは（華蓮いろは）、琴吹あきら（凰寿旭）

四季の宴 〜涙の雨〜
スズ子の初舞台となった梅丸少女歌劇団による歌劇。
- 作曲 - 甲斐正人
- ダンス - 大和礼子（蒼井優）、橘アオイ（翼和希）、花園都（華月奏）、千早楓（知颯かなで）、城崎りん（城月れい）、美山百恵（実花もも）、京町涼子（京我りく）、有馬瀧江（瀧登有真）、羽川舞（羽那舞）、山咲夢子（紫咲心那）、冬月琴音（琴海沙羅）、大空澄子（空良玲澄）、葵つばさ（碧輝来）、水木紗江（水葉紗衣）、音羽あかり（璃音あかり）、織田ひな子（真織ひな）、丘桜子（美丘さくら）、一ノ瀬ユウ（壱弥ゆう）、清木場純（せいら純翔）、椿山リョウ（椿りょう）、花乃こずえ（花うらら）、伊吹圭（依吹圭夏）、星輝美（南星杜有）、木ノ葉みどり（舞音ことは）、華いろは（華蓮いろは）、琴吹あきら（凰寿旭）
- 水の滴役 - 福来スズ子（澤井梨丘）、リリー白川（小南希良梨）、桜庭和希（木村湖音）

四季の宴 〜とこしえに〜
スズ子が入団して、6年が経った梅丸少女歌劇団による歌劇。
- 作詞 - 萩田浩一
- 作曲 - 甲斐正人
- ダンス - 大和礼子（蒼井優）、橘アオイ（翼和希）、リリー白川（清水くるみ）、秋山美月（伊原六花）、福来スズ子（趣里）、桜庭和希（片山友希）、千早楓（知颯かなで）、美山百恵（実花もも）、京町涼子（京我りく）、有馬瀧江（瀧登有真）、羽川舞（羽那舞）、山咲夢子（紫咲心那）、冬月琴音（琴海沙羅）、大空澄子（空良玲澄）、葵つばさ（碧輝来）、水木紗江（水葉紗衣）、音羽あかり（璃音あかり）、織田ひな子（真織ひな）、丘桜子（美丘さくら）、一ノ瀬ユウ（壱弥ゆう）、清木場純（せいら純翔）、椿山リョウ（椿りょう）、花乃こずえ（花うらら）、伊吹圭（依吹圭夏）、星輝美（南星杜有）、木ノ葉みどり（舞音ことは）、華いろは（華蓮いろは）、琴吹あきら（凰寿旭）

四季の宴 〜ラインダンス〜
大和、橘が退団した後の梅丸少女歌劇団による新しい演目。
- 作曲 - 甲斐正人
- ダンス - 福来スズ子（趣里）、リリー白川（清水くるみ）、桜庭和希（片山友希）、秋山美月（伊原六花）、千早楓（知颯かなで）、美山百恵（実花もも）、京町涼子（京我りく）、有馬瀧江（瀧登有真）、羽川舞（羽那舞）、山咲夢子（紫咲心那）、冬月琴音（琴海沙羅）、大空澄子（空良玲澄）、葵つばさ（碧輝来）、水木紗江（水葉紗衣）、音羽あかり（璃音あかり）、織田ひな子（真織ひな）、丘桜子（美丘さくら）、一ノ瀬ユウ（壱弥ゆう）、清木場純（せいら純翔）、椿山リョウ（椿りょう）、金城ありさ（唯城ありす）、花乃こずえ（花うらら）、伊吹圭（依吹圭夏）、木ノ葉みどり（舞音ことは）、華いろは（華蓮いろは）、琴吹あきら（凰寿旭）、日野ひより（ひより芽依）

恋のステップ
レビュー「ホワッツ・パリ」での梅丸少女歌劇団による歌劇。スズ子が唄い、秋山がタップを踊る。
- 作詞 - 高橋掬太郎
- 作曲 - 服部ヘンリー
- ダンス - 福来スズ子（趣里）、秋山美月（伊原六花）、リリー白川（清水くるみ）、桜庭和希（片山友希）、千早楓（知颯かなで）、京町涼子（京我りく）、有馬瀧江（瀧登有真）、羽川舞（羽那舞）、山咲夢子（紫咲心那）、冬月琴音（琴海沙羅）、大空澄子（空良玲澄）、葵つばさ（碧輝来）、織田ひな子（真織ひな）、一ノ瀬ユウ（壱弥ゆう）、清木場純（せいら純翔）、椿山リョウ（椿りょう）、金城ありさ（唯城ありす）、伊吹圭（依吹圭夏）、星輝美（南星杜有）、華いろは（華蓮いろは）、琴吹あきら（凰寿旭）

四季の宴 〜カーテンコール〜
梅丸少女歌劇団によるカーテンコール。
- 作曲 - 甲斐正人
- ダンス - 福来スズ子（趣里）、秋山美月（伊原六花）、リリー白川（清水くるみ）、桜庭和希（片山友希）、千早楓（知颯かなで）、京町涼子（京我りく）、有馬瀧江（瀧登有真）、羽川舞（羽那舞）、山咲夢子（紫咲心那）、冬月琴音（琴海沙羅）、大空澄子（空良玲澄）、葵つばさ（碧輝来）、織田ひな子（真織ひな）、一ノ瀬ユウ（壱弥ゆう）、清木場純（せいら純翔）、椿山リョウ（椿りょう）、金城ありさ（唯城ありす）、伊吹圭（依吹圭夏）、星輝美（南星杜有）、華いろは（華蓮いろは）、琴吹あきら（凰寿旭）

桜咲く国
秋山とスズ子の退団公演「櫻乙女」での梅丸少女歌劇団による歌劇。OSK日本歌劇団のレビューの曲。
- 作詞 - 岸本水府
- 作曲 - 松本四良
- ダンス - 福来スズ子（趣里）、秋山美月（伊原六花）、リリー白川（清水くるみ）、桜庭和希（片山友希）、千早楓（知颯かなで）、京町涼子（京我りく）、大空澄子（空良玲澄）、織田ひな子（真織ひな）、一ノ瀬ユウ（壱弥ゆう）、椿山リョウ（椿りょう）、金城ありさ（唯城ありす）、星輝美（南星杜有）、琴吹あきら（凰寿旭）

スウィング・タイム
梅丸楽劇団の旗揚げ公演。
- 作曲 - 服部隆之
- ダンス - 中山史郎（小栗基裕）、秋山美月（伊原六花）

## オープニングとエンディング
オープニングは昭和をイメージしたマリオネット風のからくり人形をあしらったアニメーションを使用。視聴者からは「人形劇だ」「シュールでかっこいい」「ひょっこりひょうたん島みたいだ」などの反響が寄せられた。アニメーション制作はタイトルロゴを担当した牧野惇。アバンタイトル（回により省略あり）は前作『らんまん』は「NHK DRAMA」を画面左下に表記したが本作はそれに加えて、「連続テレビ小説」を画面右下に併載している。
エンディングは「Today's ブギウギ」のタイトルで「ウキウキ・ズキズキ・ワクワク」する描写を描いた写真を視聴者から公募したものを紹介。この時はオープニングに登場した、からくり人形が拍手をしている。

## 放送日程
| 週                                                                        | 回        | 放送日                    | サブタイトル             | 作     | 演出     | 週平均視聴率 |
| ------------------------------------------------------------------------- | --------- | ------------------------- | ------------------------ | ------ | -------- | ------------ |
| 1                                                                         | 01 - 05   | 2023年10月02日 - 10月06日 | ワテ、歌うで！           | 足立紳 | 福井充広 | 16.0%        |
| 2                                                                         | 06 - 010  | 10月09日 - 10月13日       | 笑う門には福来る         | 足立紳 | 泉並敬眞 | 15.6%        |
| 3                                                                         | 011 - 015 | 10月16日 - 10月20日       | 桃色争議や！             | 足立紳 | 福井充広 | 15.7%        |
| 4                                                                         | 016 - 020 | 10月23日 - 10月27日       | ワテ、香川に行くで       | 足立紳 | 鈴木航   | 15.8%        |
| 5                                                                         | 021 - 025 | 10月30日 - 11月03日       | ほんまの家族や           | 足立紳 | 鈴木航   | 15.4%        |
| 6                                                                         | 026 - 030 | 11月06日 - 11月10日       | バドジズってなんや？     | 足立紳 | 盆子原誠 | 16.3%        |
| 7                                                                         | 031 - 035 | 11月13日 - 11月17日       | 義理と恋とワテ           | 足立紳 | 泉並敬眞 | 16.3%        |
| 8                                                                         | 036 - 040 | 11月20日 - 11月24日       | ワテのお母ちゃん         | 足立紳 | 福井充広 | 15.5%        |
| 9                                                                         | 041 - 045 | 11月27日 - 12月01日       | カカシみたいなワテ       | 櫻井剛 | 泉並敬眞 | 15.7%        |
| 10                                                                        | 046 - 050 | 12月04日 - 12月08日       | 大空の弟                 | 櫻井剛 | 盆子原誠 | 16.2%        |
| 11                                                                        | 051 - 055 | 12月11日 - 12月15日       | ワテより十も下や         | 足立紳 | 二見大輔 | 15.6%        |
| 12                                                                        | 056 - 060 | 12月18日 - 12月22日       | あなたのスズ子           | 足立紳 | 二見大輔 | 15.9%        |
| 13                                                                        | 061 - 064 | 12月25日 - 12月28日       | 今がいっちゃん幸せや     | 櫻井剛 | 福井充広 | 15.2%        |
| 14                                                                        | 065 - 066 | 2024年01月04日 - 01月05日 | 戦争とうた               | 櫻井剛 | 福井充広 |              |
| 15                                                                        | 067 - 071 | 01月08日 - 01月12日       | ワテらはもう自由や       | 櫻井剛 | 盆子原誠 | 16.1%        |
| 16                                                                        | 072 - 076 | 01月15日 - 01月19日       | ワテはワテだす           | 櫻井剛 | 盆子原誠 | 16.2%        |
| 17                                                                        | 077 - 081 | 01月22日 - 01月26日       | ほんまに離れとうない     | 足立紳 | 泉並敬眞 | 16.1%        |
| 18                                                                        | 082 - 086 | 01月29日 - 02月02日       | あんたと一緒に生きるで   | 足立紳 | 二見大輔 | 16.1%        |
| 19                                                                        | 087 - 091 | 02月05日 - 02月09日       | 東京ブギウギ             | 足立紳 | 福井充広 | 16.5%        |
| 20                                                                        | 092 - 096 | 02月12日 - 02月16日       | ワテかて必死や           | 櫻井剛 | 福井充広 | 16.2%        |
| 21                                                                        | 097 - 101 | 02月19日 - 02月23日       | あなたが笑えば、私も笑う | 櫻井剛 | 盆子原誠 |              |
| 22                                                                        | 102 - 106 | 02月26日 - 03月01日       | あ〜しんど♪              | 櫻井剛 | 小島東洋 | 16.2%        |
| 23                                                                        | 107 - 111 | 03月04日 - 03月08日       | マミーのマミーや         | 足立紳 | 二見大輔 | 16.2%        |
| 24                                                                        | 112 - 116 | 03月11日 - 03月15日       | ものごっついええ子や     | 足立紳 | 二見大輔 | 15.9%        |
| 25                                                                        | 117 - 121 | 03月18日 - 03月22日       | ズキズキするわ           | 足立紳 | 福井充広 | 15.7%        |
| 26〈終〉                                                                  | 122 - 126 | 03月25日 - 03月29日       | 世紀のうた 心のうた      | 足立紳 | 福井充広 |              |
| 期間平均視聴率：15.9%（ビデオリサーチ調べ、関東地区・世帯・リアルタイム） |           |                           |                          |        |          |              |

※12月30日のBSでの全編再放送と総合での1週間総集編（15分ダイジェスト）の土曜日放送分は休止し、1月6日に第13・14週をセットにして、BSは通常より15分延長して10時55分まで全6回を放送。総合も2週間分をまとめた形でダイジェスト版を放送した。

### 視聴率
ビデオリサーチ調べの関東地区における世帯視聴率は、2023年（令和5年）10月2日の初回放送が16.5%、2024年（令和6年）3月29日放送の最終回第126回が17.2%、番組最高視聴率は2024年（令和6年）2月6日放送の第88回で17.3%、放送期間における平均視聴率は15.9%であった。
その後、2024年（令和6年）4月8日にNHKは『ブギウギ』のタイムシフト視聴人数、タイムシフト視聴率、総合視聴率などを合算、集計した視聴実態が確定したと発表。
ビデオリサーチ調べによる番組最高の視聴人数は、3月29日放送の最終回に午前7時半からのBS放送分が最高で610万8千人、午前8時からのNHK総合放送分が1750万2千人で、合計2126万1千人。期間平均ではNHK総合が1668万人、BS放送が422万9千人の合計1948万6千人。
期間平均の世帯視聴率は、関東がリアルタイム視聴で15.9%、録画機器や見逃し配信サービスなどによるタイムシフト視聴で6.6%、総合で21.6%、関西が総合で21.0％。個人の総合視聴率は期間平均で関東で12.4％、関西で11.8%。
見逃し配信のNHKプラスでは、視聴した端末の数となるユニーク・ブラウザ（UB）において全126回の平均視聴UB数が28万3千UBで、歴代朝ドラの中で過去最高を記録。3月29日放送の最終回は、全126回で最も高い35万3千UBだったと発表された。
劇中に登場するステージシーンをYouTubeで公開した動画は、「ラッパと娘」が2024年（令和6年）4月上旬時点で500万回再生を超えている。

### 総集編
- 前編：2023年12月29日 午前8時から9時25分（総合・BSプレミアム4K）放送[254]
  - 前編（再）：2024年5月6日 午前8時15分から9時40分（総合）、5月4日 午後1時から2時25分（BSプレミアム4K）放送[255][256]
- 後編：2024年5月6日 午前9時45分から11時10分（総合）、5月4日 午後2時25分から3時50分（BSプレミアム4K）放送[255][256]

## 関連のイベント・番組
- 第23回わが心の大阪メロディー（2023年10月31日、総合、NHK大阪ホールから全国向け公開生中継）
  - 当作品とのコラボコーナーとして「買物ブギー」（澤井梨丘、又野暁仁）、「ハッピー☆ブギ〜東京ブギウギ（メドレー）」（翼和希・OSK日本歌劇団、伊原六花）を歌唱。伊原は今田耕司とともに総合司会も務める[257]。
- 関西発ラジオ深夜便（2023年11月4日〈3日深夜〉）
  - 人ありて街は生き（ゲストインタビューコーナー）として、大阪大学大学院教授・輪島裕介が「笠置シヅ子と服部良一が生み出した”ブギ”の世界」と題して講演する[258]。
- 来て！見て！BK大感謝祭（NHK大阪放送局1階アトリウム、2023年11月3日 - 5日）[259]
  - 土曜スタジオパーク（NHK大阪ホールから全国向け公開生中継 趣里、翼和希出演）
  - ブギウギスペシャル（大阪放送局アトリウム特設スタジオから近畿圏向け生中継 牧野惇、澤井梨丘出演）
  - スタジオのセット見学会

セット見学会は2024年3月1日 - 17日[260]にも同様に行われた。
- 連続テレビ小説「ブギウギ」パネル展（2023年10月2日 -、NHKプラスクロスSHIBUYA）
  - 2023年10月放送開始のNHKの各番組[注釈 26]のパネル展示イベントにて、鈴子、茨田りつ子、羽鳥善一の全身パネルの展示や、歌手や指揮者になりきって撮影できるフォトスポットコーナーが設置される[261]。
- ブギウギお正月スペシャル（2024年1月3日、総合） - 前半のダイジェストと後半の見所を、えなりかずき、富田望生、高瀬耕造の座談会形式で紹介
- ブキウギ音楽祭（2024年2月8日、関西ブロック〈総合〉先行生放送、2月22日全国放送〈総合、関西は実質再放送〉）[262] - ブキウギに関連する楽曲を演奏するコンサートを生放送する。その中で主題歌「ハッピー☆ブギ」を中納とさかいが、テレビの音楽番組として初めてライブで披露する[263]。
  - 演奏楽曲：「大阪ブギウギ」「銀座カンカン娘」「恋はやさし野辺の花よ」「ジャングル・ブギー」「蘇州夜曲」「東京ブギウギ」「ハッピー☆ブギ」「胸の振子」「ラッパと娘」「別れのブルース」（五十音順）
  - 出演者：井上芳雄、コトリンゴ、さかいゆう、澤井梨丘、中納良恵（EGO-WRAPPIN'）、真彩希帆、矢井田瞳 （五十音順）
  - スペシャルゲスト：服部百音（バイオリニスト）
  - オーケストラ：日本センチュリー交響楽団
  - 司会：高瀬耕造
- ブギウギ オン ステージ（2024年1月28日、関西ブロック〈総合〉、3月10日全国放送〈総合、関西は実質再放送〉） - 歌唱ダンスステージシーンを再編集したスペシャルバージョンの映像を出演者の裏話とともに送る。
  - 演奏楽曲：「東京ブギウギ」「胡蝶の舞」「四季の宴〜ラインダンス〜」「スウィング・タイム」「別れのブルース」「ラッパと娘」（放送順）
  - 出演者：翼和希、伊原六花
  - 進行：高瀬耕造
- ブギウギ オン ステージ2（2024年3月2日、関西ブロック〈総合〉、3月14日全国放送〈総合、関西は実質再放送〉） - 歌唱ダンスステージシーンを再編集したスペシャルバージョンの映像を出演者の裏話とともに送る第2弾。
  - 演奏楽曲：「アイレ可愛や」「コペカチータ」「ハバネラ「ジャズカルメン」より」「ジャングル・ブギー」「買物ブギ」（放送順）
  - 出演者：近藤芳正、黒田有、ゆうき（歌唱指導）
  - 進行：高瀬耕造
- 歴史探偵「ブギウギコラボスペシャル」（2024年3月6日、総合）
  - ゲスト:菊池、伊原。趣里も冒頭のコメントで出演。笠置の生涯とその人物像に迫った番組。
- ブギウギ〜時を超える服部良一メロディー〜スペシャルコンサート（2024年3月21日、総合）
  - 2024年3月にNHKホールなど渋谷区界隈を舞台にした放送記念日関連のイベント・「超体験NHKフェス」の一環として開催された、服部良一の足跡をたどるライブの模様を放送する[264]
  - 指揮・音楽監督：服部隆之
  - 演奏：ブギウギスペシャルビッグバンド
  - 出演者：石川さゆり、石丸幹二、河野純喜（JO1）・與那城奨（JO1）、木下晴香、吉柳咲良、さかいゆう、さだまさし、鈴木雅之、友近、橋本じゅん（五十音順）
  - 司会：高瀬耕造

## 受賞
- 第32回橋田賞[265]
  - 新人賞（趣里）
- 第119回ザテレビジョンドラマアカデミー賞[266]
  - 主演女優賞（趣里）
  - 助演男優賞（草彅剛）

## 関連商品

### 書籍
- NHKドラマ・ガイド 連続テレビ小説 ブギウギ Part1（NHK出版、2023年9月25日、ISBN 978-4-14-923606-3）
- NHKドラマ・ガイド 連続テレビ小説 ブギウギ Part2（NHK出版、2024年1月25日、ISBN 978-4-14-923607-0）
- NHK連続テレビ小説 ブギウギ 上（NHK出版、作・足立紳、櫻井剛 / ノベライズ・橘もも、2023年9月25日、ISBN 978-4-14-005738-4）
- NHK連続テレビ小説 ブギウギ 下（NHK出版、作・足立紳、櫻井剛 / ノベライズ・橘もも、2024年2月24日、ISBN 978-4-14-005739-1）
- 昭和ブギウギ 笠置シヅ子と服部良一のリズム音曲（NHK出版新書、輪島裕介著、2023年8月10日、ISBN 978-4-14-088703-5）

### 音楽商品
- 楽譜 連続テレビ小説 ブギウギ ハッピー☆ブギ（NHK出版、作詞・作曲 服部隆之、2023年10月23日、ISBN 978-4-14-055438-8）[注釈 27]

## その他
次作『虎に翼』第1回（第1週・その1、2024年4月1日放送）で、主人公の猪爪寅子（伊藤沙莉）が女学校の卒業後の進路について、見合いを嫌って大阪へ行こうとする発言の中に「梅丸少女歌劇団」があり、放送後にXの検索キーワードでトレンド入りした。また、第53回（第11週・その3、6月12日放送）の冒頭では、出演者が「東京ブギウギ」をハミングするシーンがあった。
さらに、第64回 - 65回（第13週・その4 - 5、6月27 - 28日放送）では、創設されて間もない家庭裁判所の広報強化月間の一環として、茨田りつ子が「愛のコンサート」で歌唱するという設定で出演した。
次々々作『あんぱん』第91回・第92回（第19週、2025年8月5日、6日放送）で主人公の妹朝田メイコ（原菜乃華）がのど自慢の予選に出場し、「東京ブギウギ」を歌唱している。